# Pat (Szlovákia)
Pat (más néven Patfürdő, egyes forrásokban Path alakban is, szlovákul Patince) falu Szlovákiában, a Nyitrai kerületben, a Komáromi járásban. Leginkább termálvizes fürdőjéről híres.

## Fekvése
Komáromtól 12 km-re keletre, a Duna bal partján fekszik, Almásfüzitővel szemben. Pat Szlovákia legdélebbi települése, közigazgatási területe 11,31 km². Közigazgatásilag nyugatról Izsa, keletről Virt és Dunaradvány, északról Marcelháza, délnyugatról Almásfüzitő, délkeletről pedig Dunaalmás határolja. Déli határát (mely egyben államhatár is Magyarország és Szlovákia között) a Duna, keleti határának egy részét pedig az Öreg-Zsitva alkotja. Patkányos-puszta (Potkanovo) tartozik hozzá.

## Élővilága

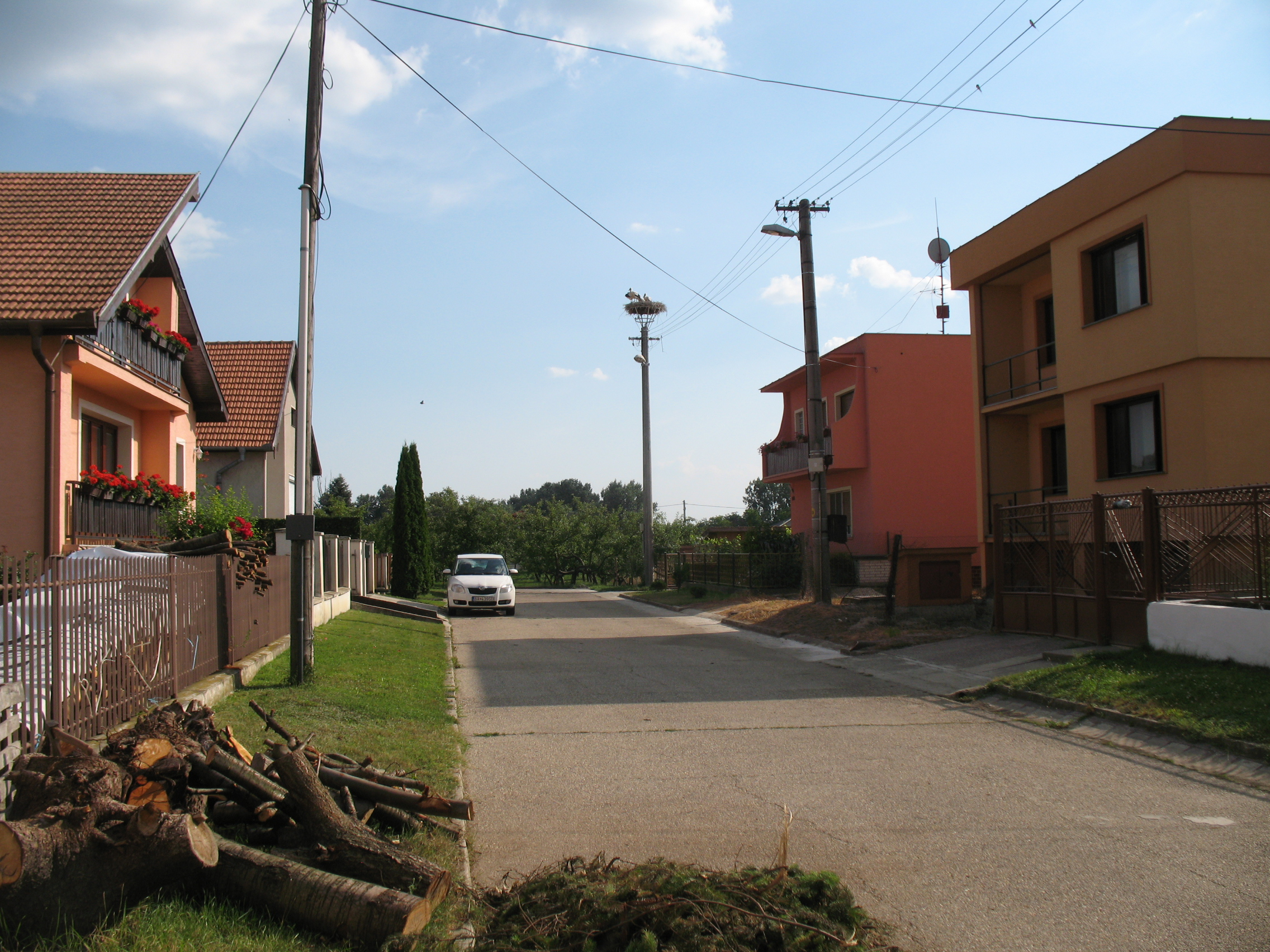
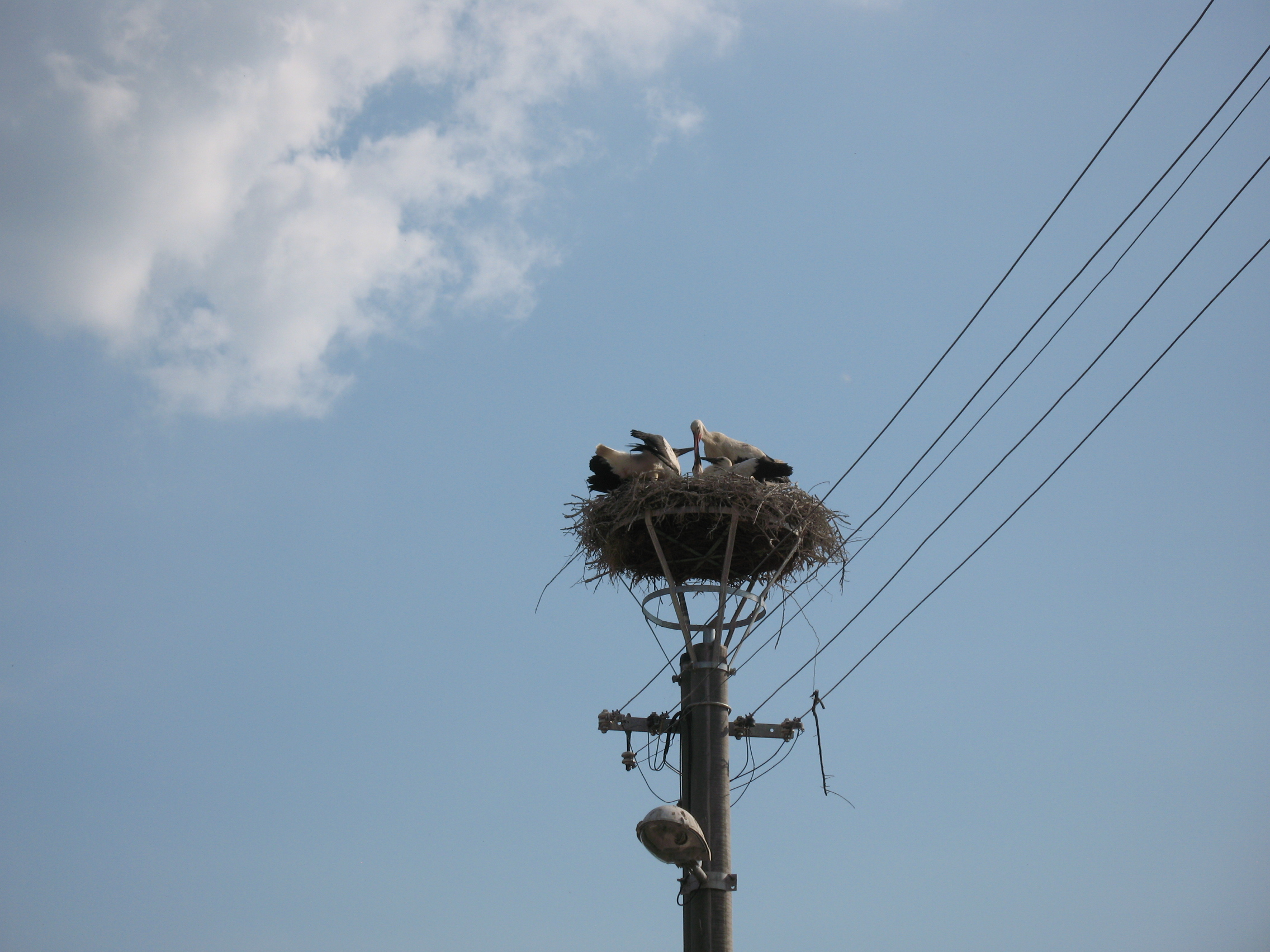
2013
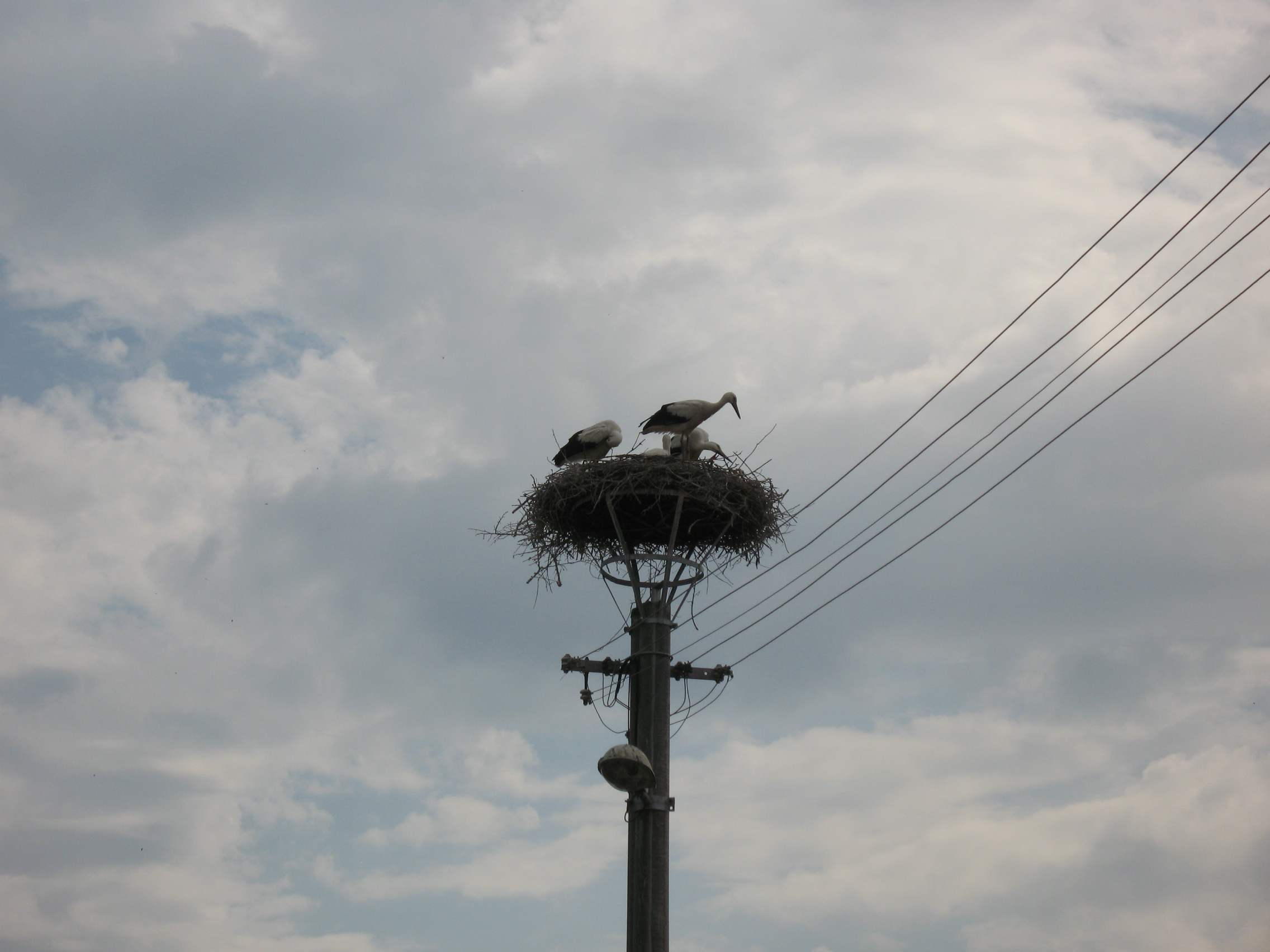
2014
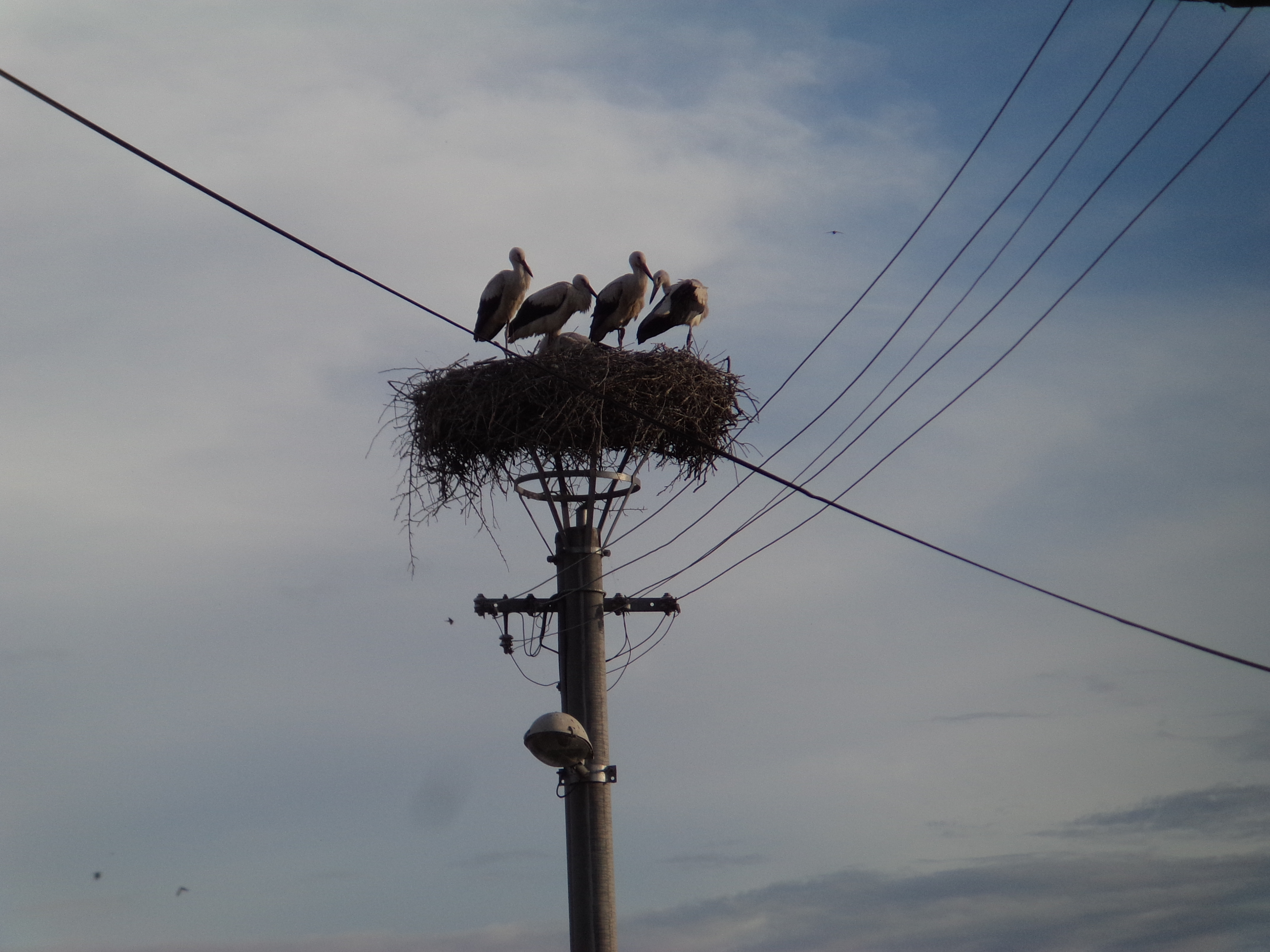
2017
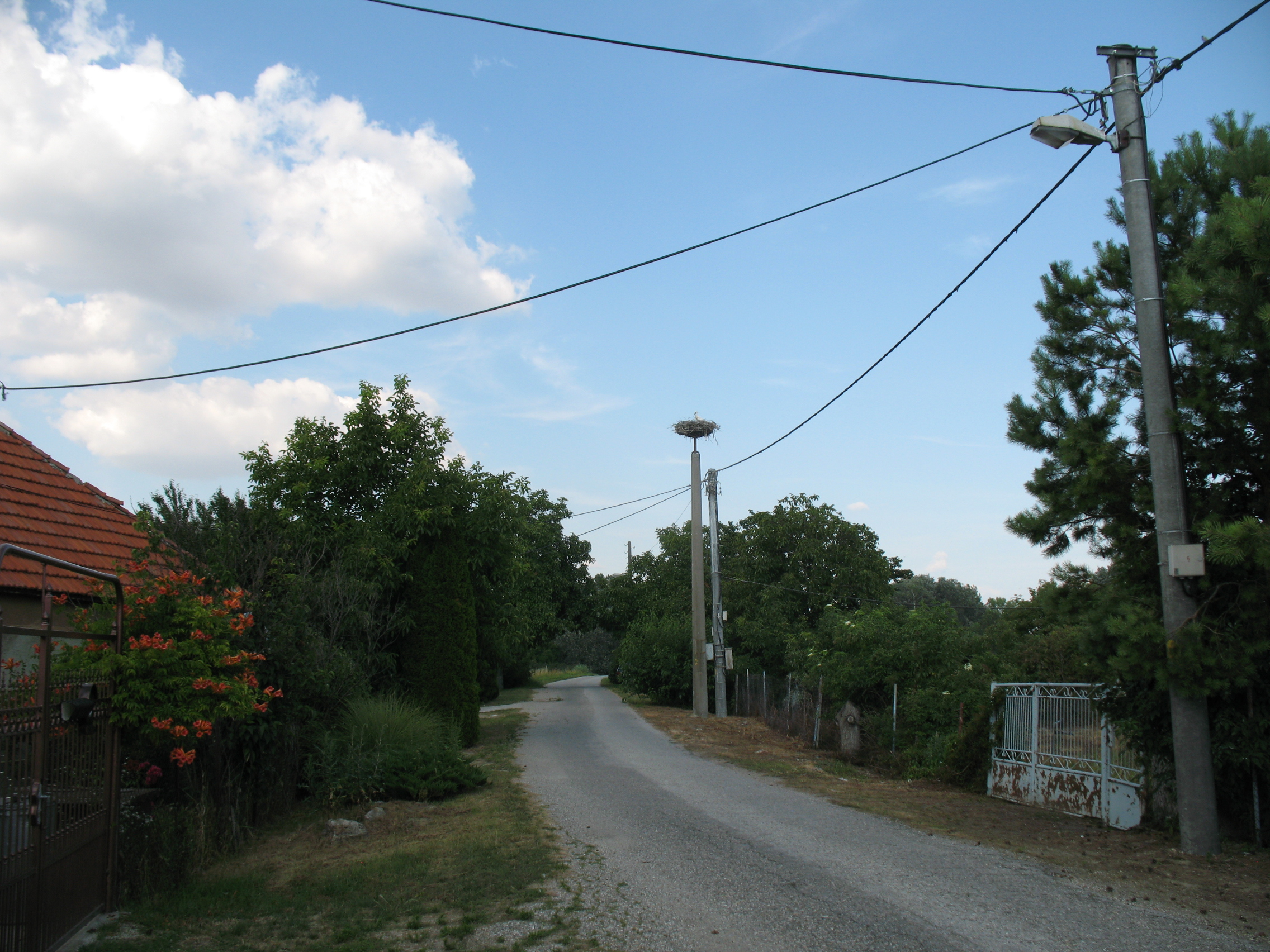
2. fészek 2013
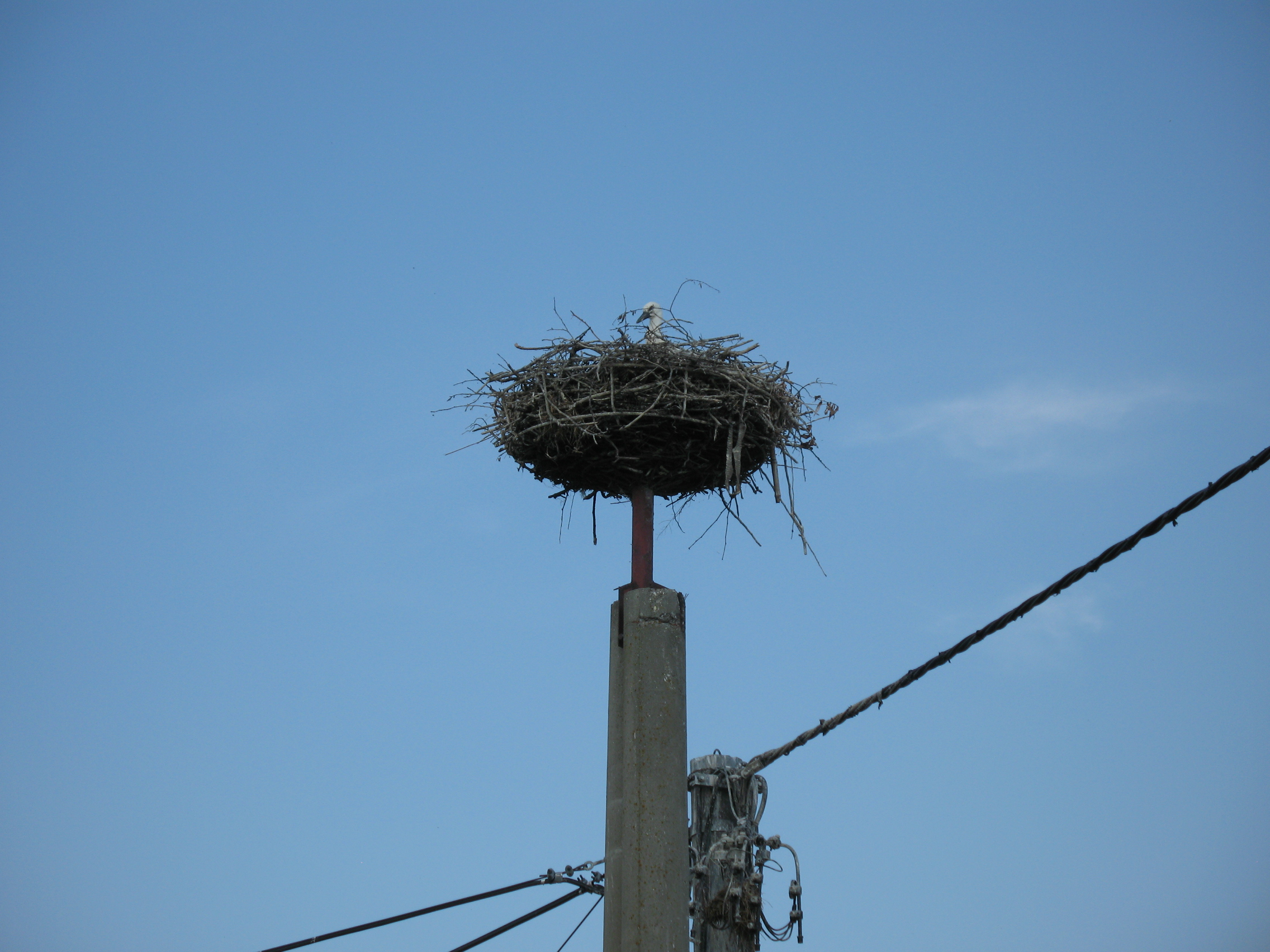
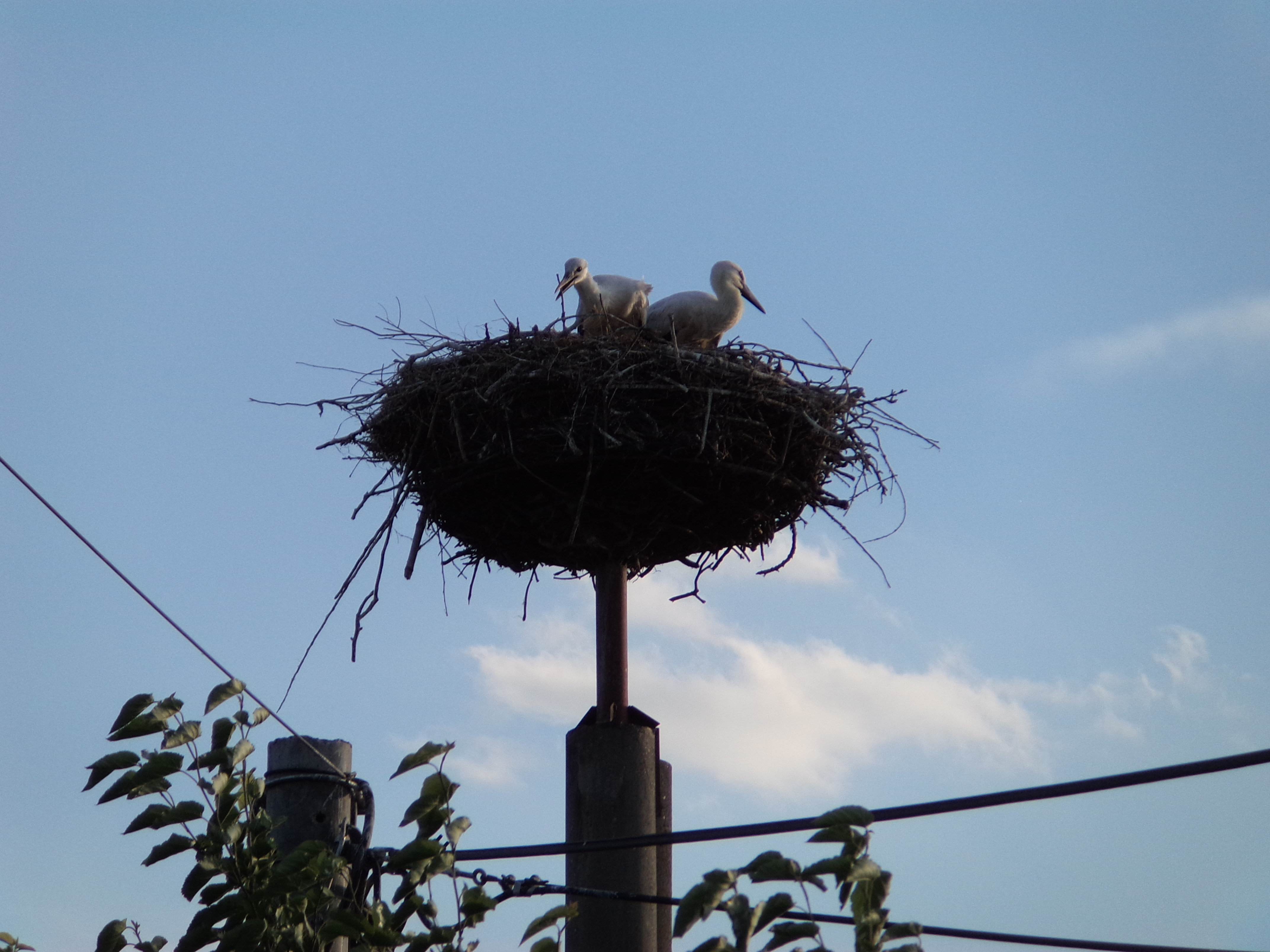
2015
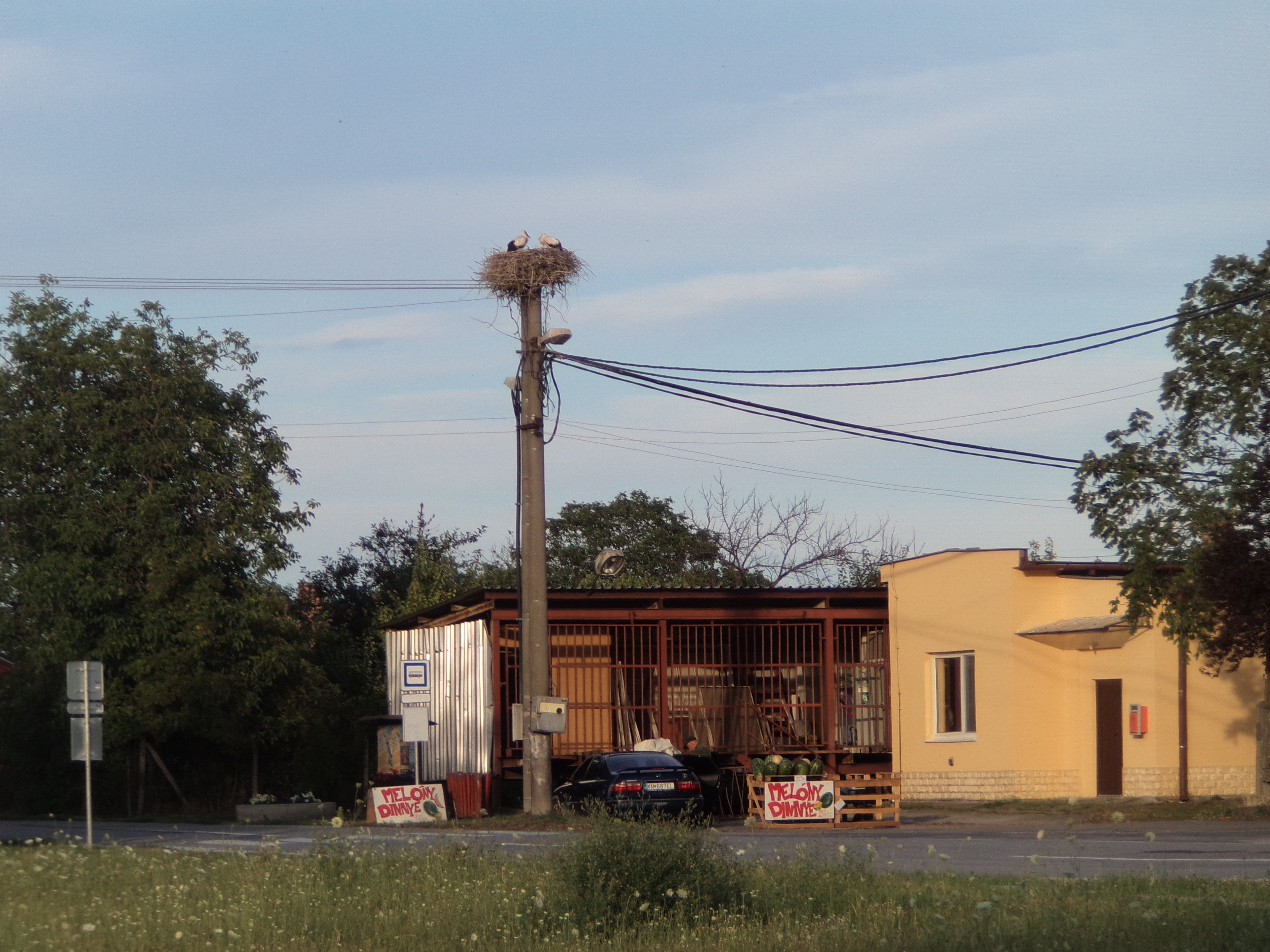
3. fészek 2017
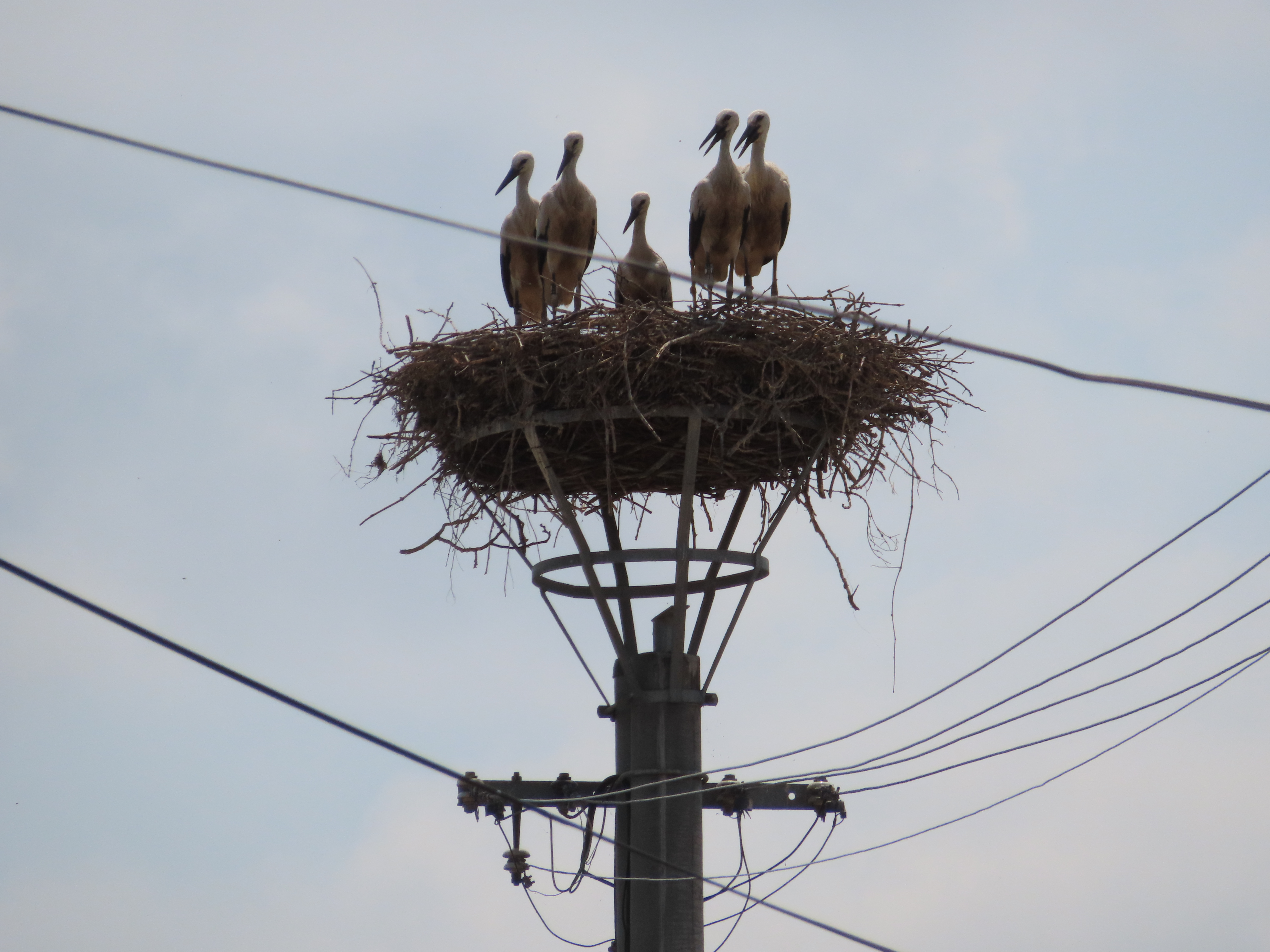
2021
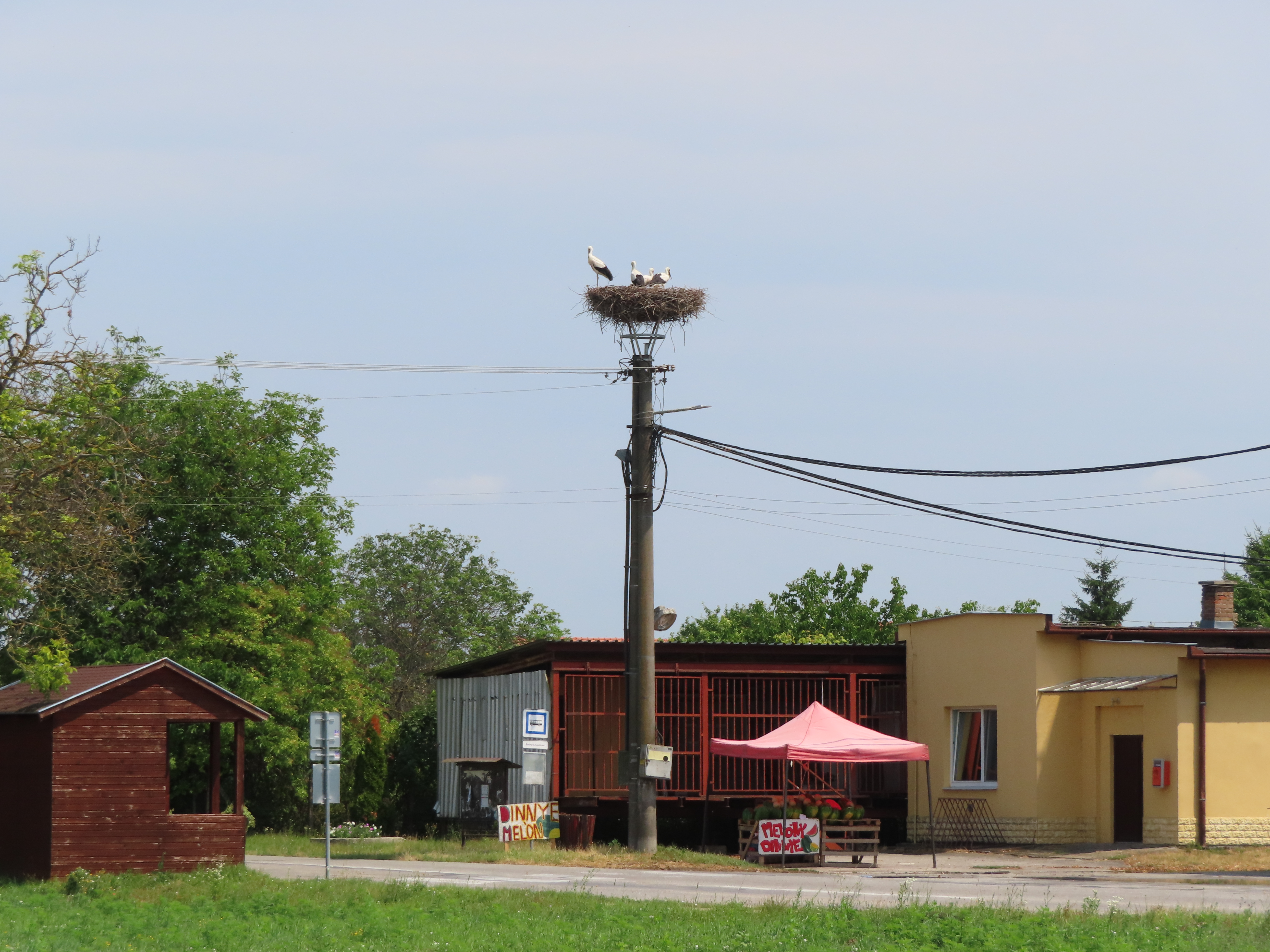
2021
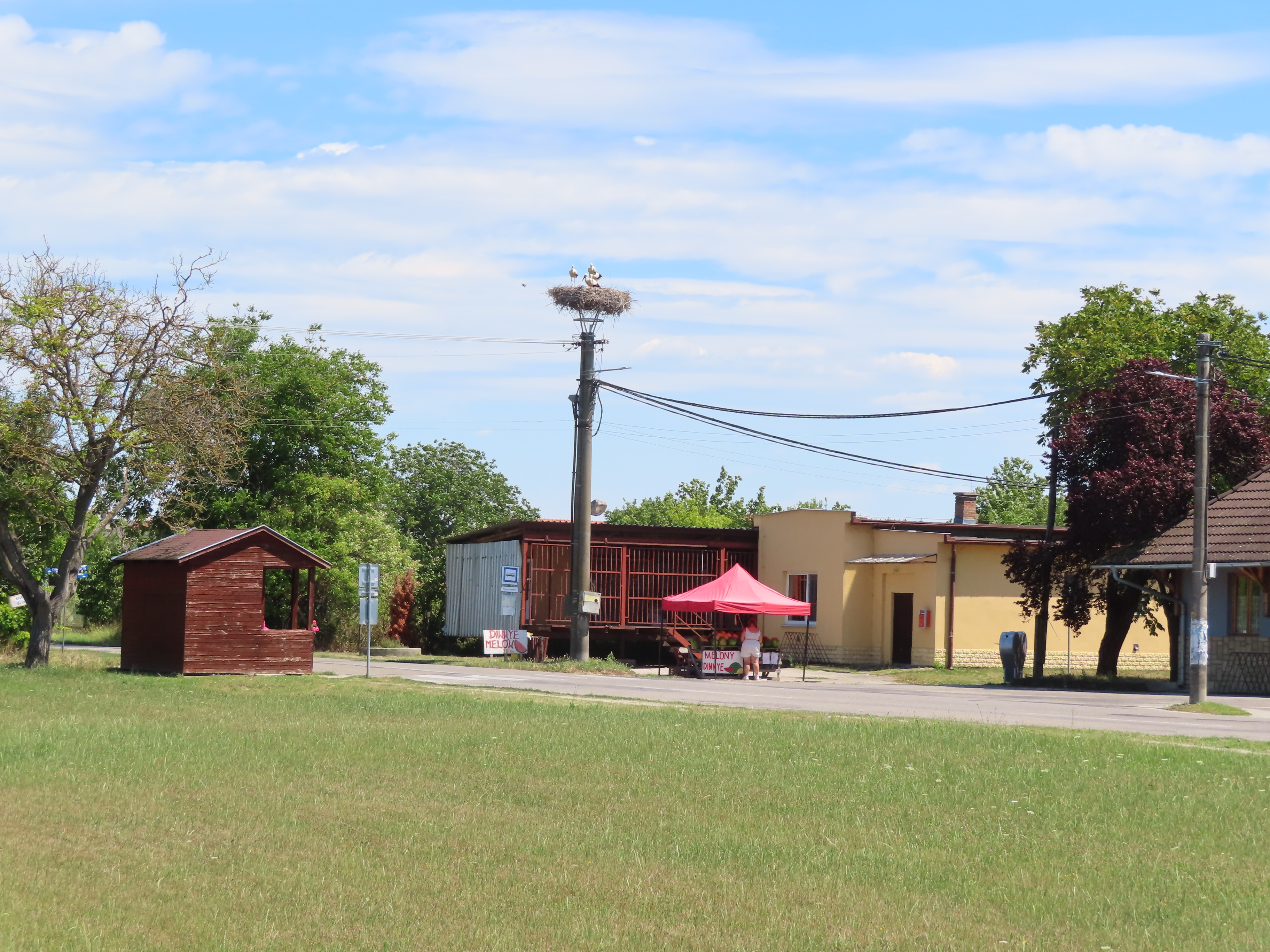
2022
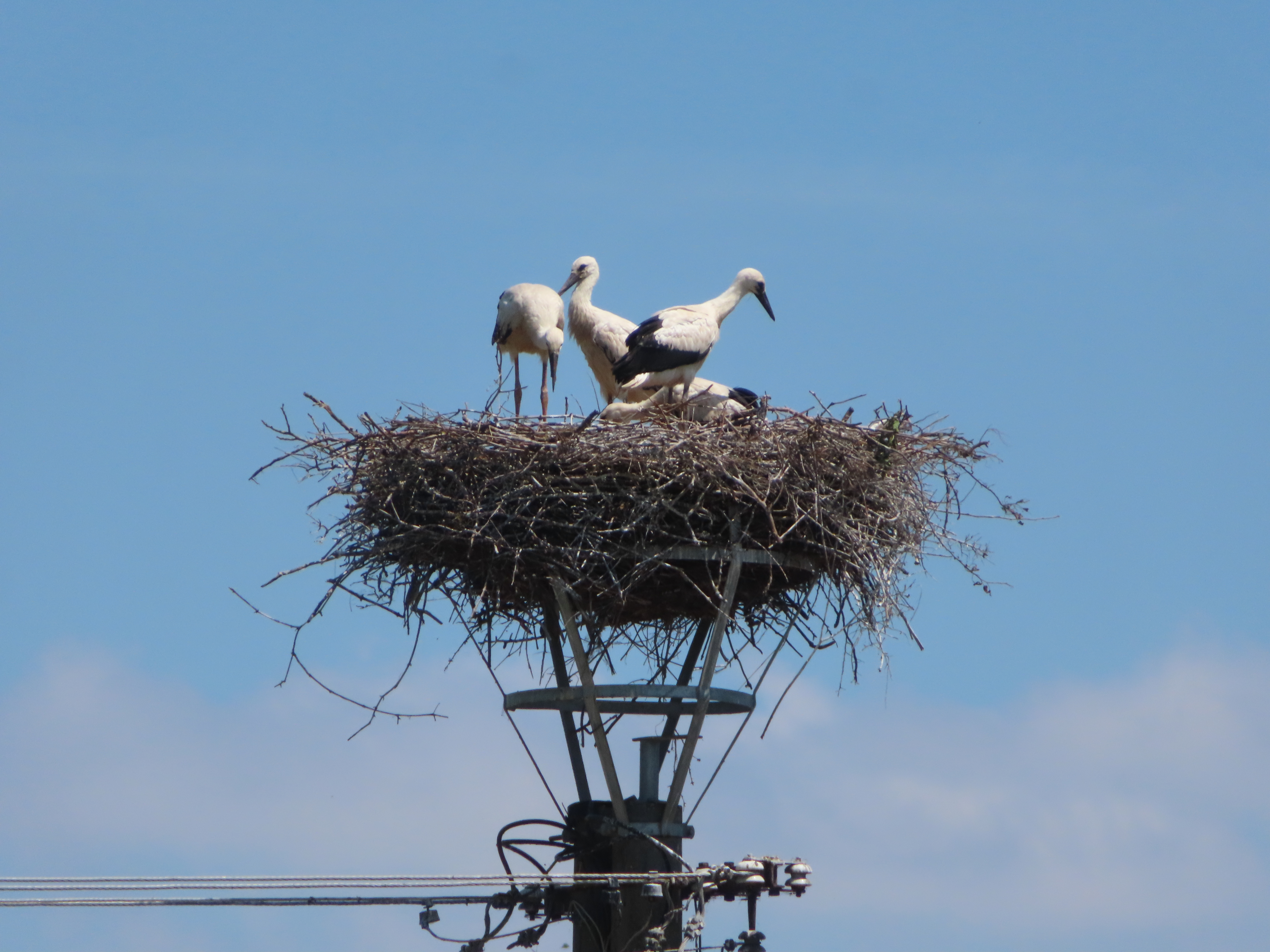
2024

Paton 3 gólyafészket tartottak nyilván, azonban Patkányos pusztán már megszűnt a fészek. Az elsőben 2012-ben fészkeltek újra és 1 fiókát neveltek fel, 2013-ban csak egyet, mivel a másik elpusztult, 2014-ben ismét csak egyet, 2015-ben pedig hármat, azóta nem volt költés. A másik fészekben 2011-ben 4, 2012-ben 3, 2013-ban és 2014-ben ismét 4, 2015-ben 3, 2016-ban 4 és 2017-ben 5 fiókát számoltak össze. A legújabb fészek a főút mellett található, melyben 2017-ben 3 fiókát számoltak meg. 2021-ben 5 és 4 fióka volt a fészkekben. 2022-ben mindkét aktív fészekben 4 fióka volt.

## Története
A történelem előtti időkben, a bronzkorban a zselízi kultúra egyik települése állt a helyén, melynek hamvasztásos urnasírjait feltárták. 1892-ben a komáromi múzeumi egylet innét egy bronzvésőt vásárolt meg. A vaskorban a la tène-i kultúra embere élt itt. Az 1950-ben a települést meglátogató régészbizottság megállapította, hogy a mai iskola helyén az ókorban római őrtorony állt.[forrás?]
Első írásos említése 1260-ból származik.[forrás?] 1268-ban (terra Poth) és később is Komárom várának tartozéka, pontosabban 1268-ban komáromi várjobbágyé volt. 1485-ben a marcelházi Pozsárok Mátyás királytól új adományt nyertek Marcelházára, Madarra, illetve Path és Gyarmat pusztákra.
A 16. század második felében a törökök feldúlták. 1559-ben Szentiványi Babits István kapja nádori adományként, miután korábbi birtokosai, a Pathyak kihaltak. 1570-ben a török adószedők Paton 26 házban 47 fejadófizető férfit évi átalányban 2 ezer akcse adóval írtak össze.
1615-ben elhagyott falu. A 18. században a Pálffy-birtok részeként újratelepült Patpuszta néven. 1715-ben 8 háztartása volt. 1787-ben 23 házában 121 lakos élt. 1828-ban 17 háza és 125 lakosa volt. Lakossága dohánytermesztéssel, halászattal és hímzéssel foglalkozott.
Vályi András szerint „PÁT. Szabad puszta Komárom Vármegyében, földes Ura Gróf Pálfy Uraság, fekszik Izsához közel, mellynek filiája.” 
Fényes Elek szerint „Path, puszta, Komárom vgyében, Izsához 1/2 órányira, a Duna mellett: 237 kath. lak., kik többnyire haszonbérlők, s igen erős dohányt termesztenek. Van itt 38 ház, s mindenikhez 1 1/2 mérő belső telek adatott, kültelkük nincs. Az urasági szántóföld 309 1/2 hold, a 2000 holdnyi rétség vizenyős, s nem minden évben kaszálható, azonban közép számitással 5000 mázsa szénát megterem. Van itt 300 holdnyi fáczános erdő. F. u. h. Pálffy Antal.”
A trianoni békeszerződésig területe Komárom vármegye Udvardi járásához tartozott, Marcelháza község részeként. 1939 novemberében kérték a falu önállósulását, melyet a marcelházi képviselő-testület elfogadott, de a vármegye elutasította, mivel az ezzel megbízott elöljárók így nem tarthatták volna meg birtokaikat. A falu végül 1957-ben önállósult. Az 1965-ös dunai árvíz idején, június 15-én a község területén (közel a Zsitva-torkolathoz) gátszakadás történt, mely rendkívül súlyos károkat okozott, a falu másfél hónapig víz alatt volt, 99 ház dőlt össze és az árvíz egy halálos áldozatot is követelt.

## Népessége
| Év:            | 1994. | 2004.   | 2014.   | 2024.    |
| -------------- | ----- | ------- | ------- | -------- |
| Emberek száma: | 436   | 450     | 471     | 533      |
| Eltérés:       |       | +3,21 % | +4,66 % | +13,16 % |

| Év:            | 2023. | 2024.   |
| -------------- | ----- | ------- |
| Emberek száma: | 536   | 533     |
| Eltérés:       |       | -0,55 % |

2001-ben 490 lakosából 448 fő magyar (91,4 %) és 38 szlovák (7,7 %) nemzetiségű volt.
2011-ben 509 lakosa volt, ebből 432 magyar és 54 szlovák.
2021-ben 527 lakosából 414 (+13) magyar, 85 (+8) szlovák, 1 (+2) cigány, 3 (+3) egyéb és 24 ismeretlen nemzetiségű volt.

## Nevezetességek
- Szent Vendelnek szentelt barokk stílusú katolikus temploma mai formáját 1776-ban nyerte, a 19. században új homlokzatot építettek hozzá. A felújításhoz kapcsolódó 2023-as kutatások alapján az épület római kori kőelemek felhasználásával készült.[14]
- Árvízi emlékmű - Az iskola parkjának hátsó részében áll ezen 1965-ös árvíz emlékműve.
- A komárom–párkányi út mellett állnak az 1965-ös árvíz emlékművei: az első a faluban (a helyreállításban segítő járások  - Szenicei, Hodoníni, Kelet-prágai - neveivel), a második pedig a strandfürdő közelében.
- Az első és a második világháborúban elesettek emlékműve az iskolaparkban áll.
- A faluban található kegyhely az 1933-ban épült ún. lurdi barlang.
- A falu Párkány felé eső végénél, a főút mellett 1996-ban emelt feszület áll.
- A Zsitva torkolatának közelében található ipari műemlék az 1897-ben épült gőzmeghajtású szivattyúállomás.
- A temetőben álló nagykeresztet 1983-ban állították. A temetőben fa harangláb is található.

## Aktívan
- Sétahajózás Patról - A pati kikötő az 1752. folyami kilométeren található, csodálatos természettel körülvéve. A kikötő otthont ad a Marina személyszállító hajónak, mellyel hajókirándulásokat tehet Pat környékén.
- Pati fürdő - A pati vizet már a rómaiak is használták gyógyulásra, de a középkorból is van feljegyzés róla. A 18. században Bél Mátyás a nagyszabású földrajzi munkájában, a Notitia Hungariae…-ben szintén ír a pati fürdő gyógyító erejéről, s a későbbiekben is folyamatosan használták, elsősorban végtagfájdalmak kezelésére. A pati termálvíz előnyös hatással bír a mozgásszervi rendszerre és annak megbetegedéseire. A felszínre törő termálvíz hőmérséklete 26-27 °C.
- Wellness Hotel Patince**** - Medencéikben saját termál forrásuk vizét használják. A termálvíz felhasználásának Paton nagy hagyománya van. Már a 13. században feljegyezték korabeli iratokban, hogy a helyi meleg vizű forrásoknak gyógyhatása van és már a rómaiak is fürdőket hoztak itt létre.
- Eurovelo 6 kerékpárút Észak-Komárom - Karva irányába Paton keresztül.

## Képtár

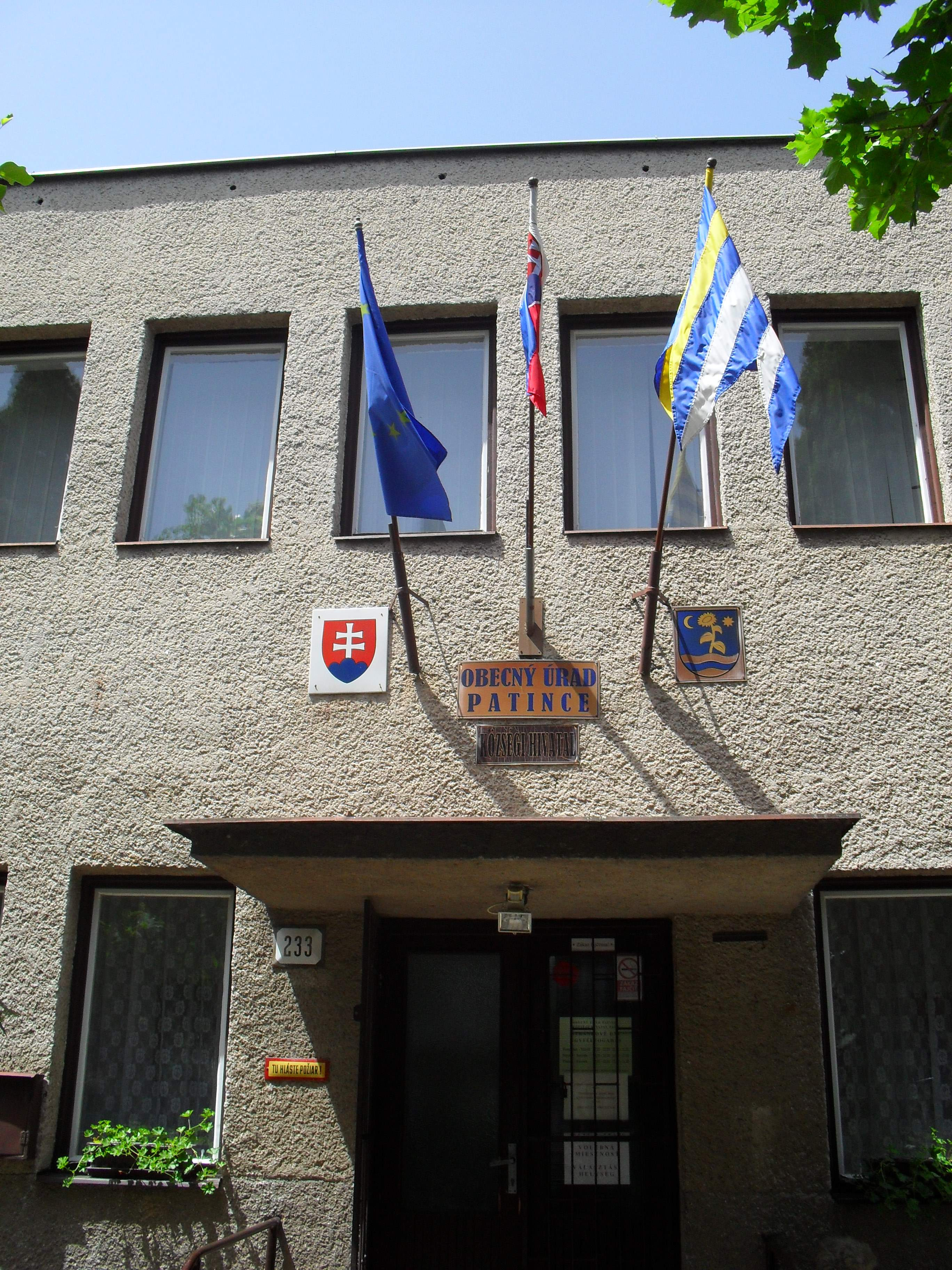
Községi hivatal
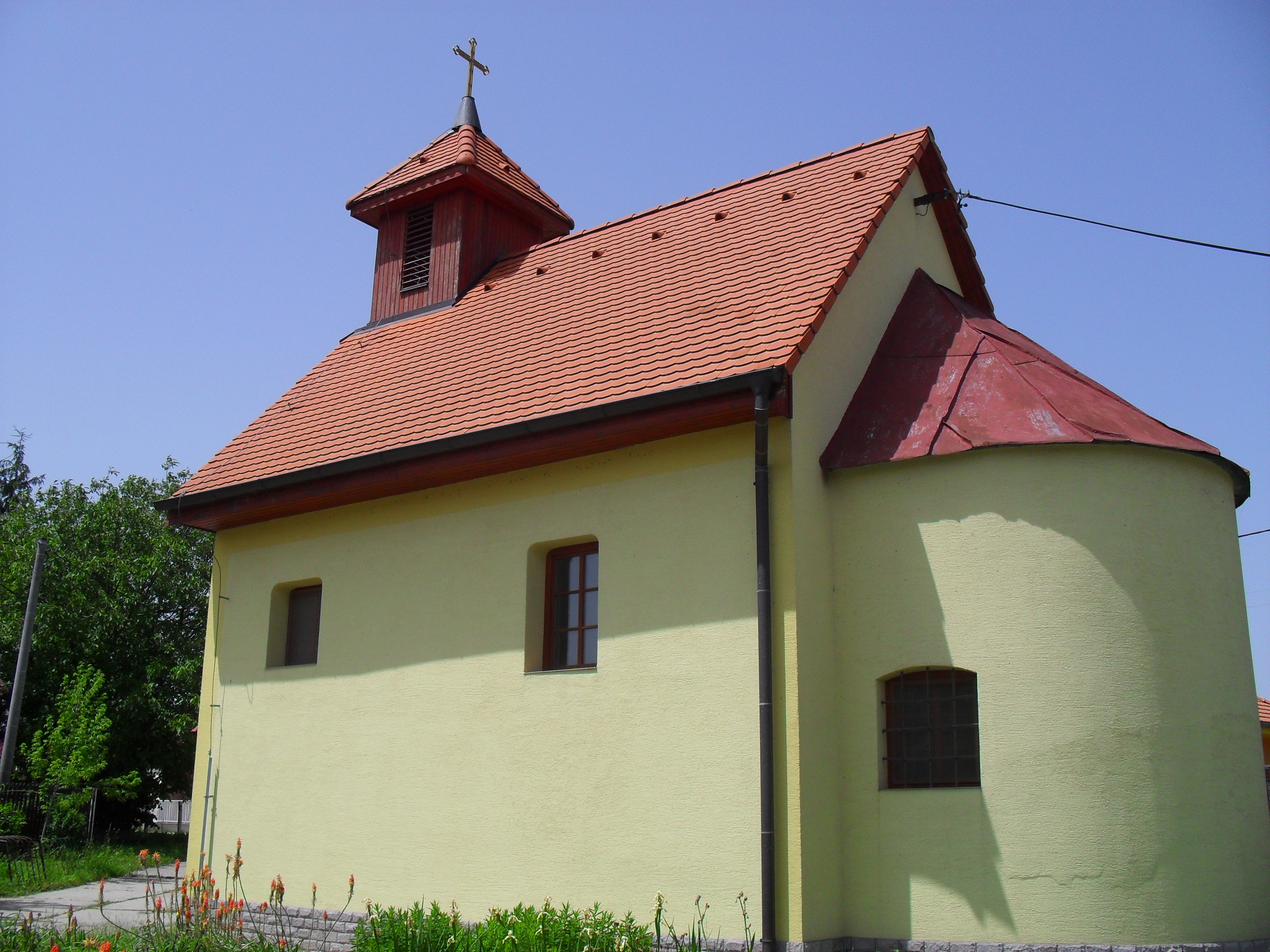
Katolikus templom
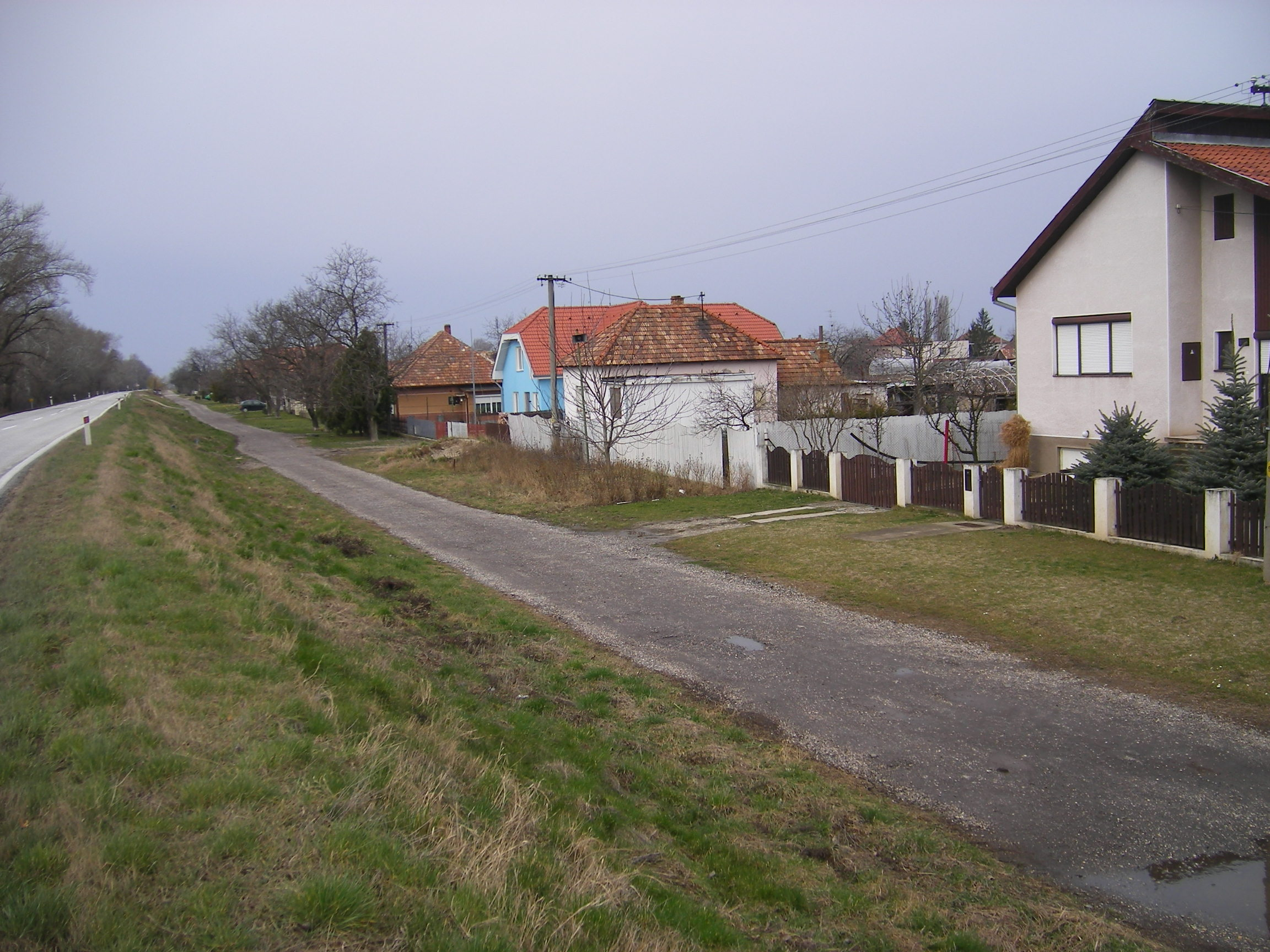
Pati utcakép
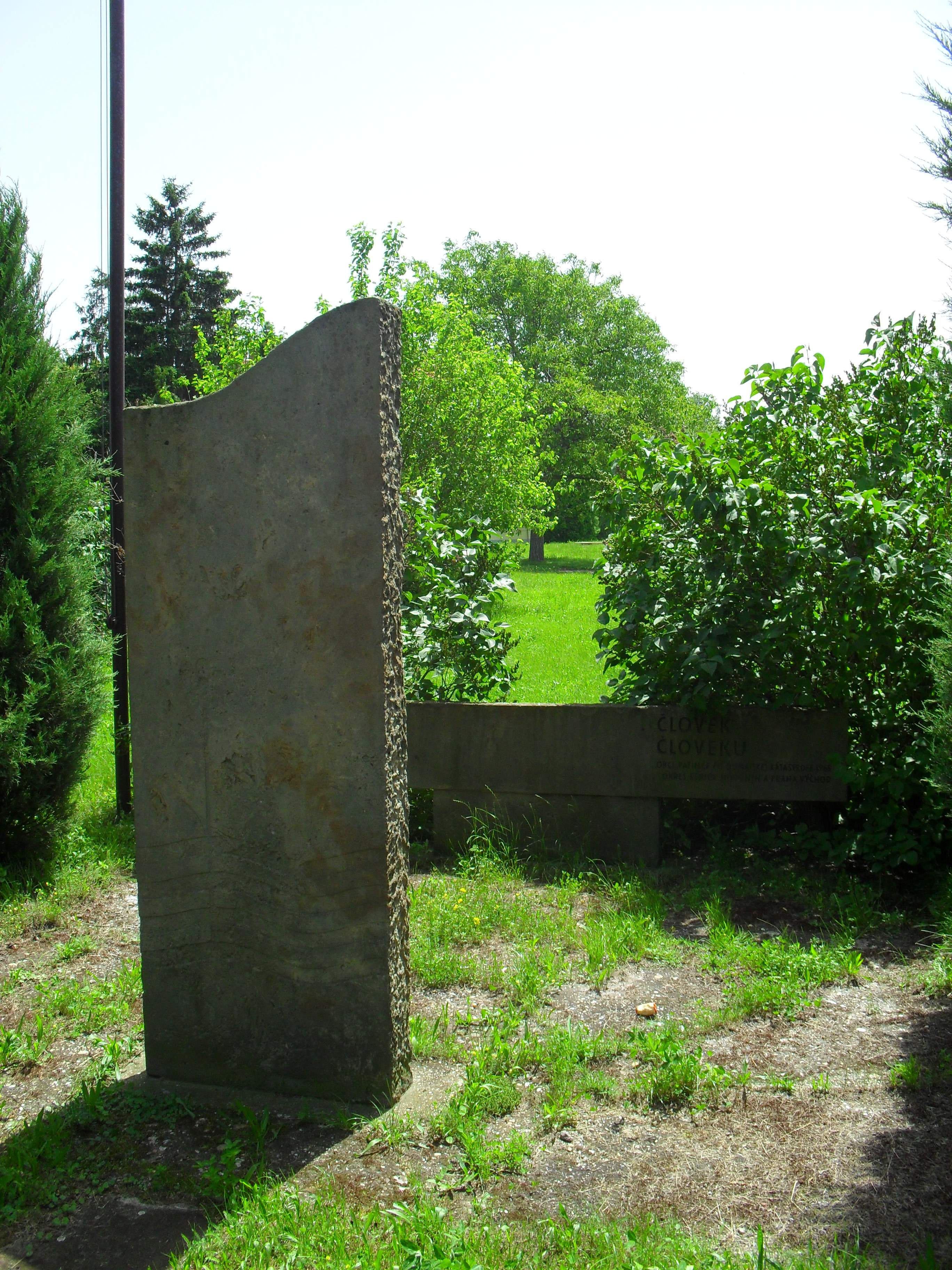
Árvízi emlékmű (régi)
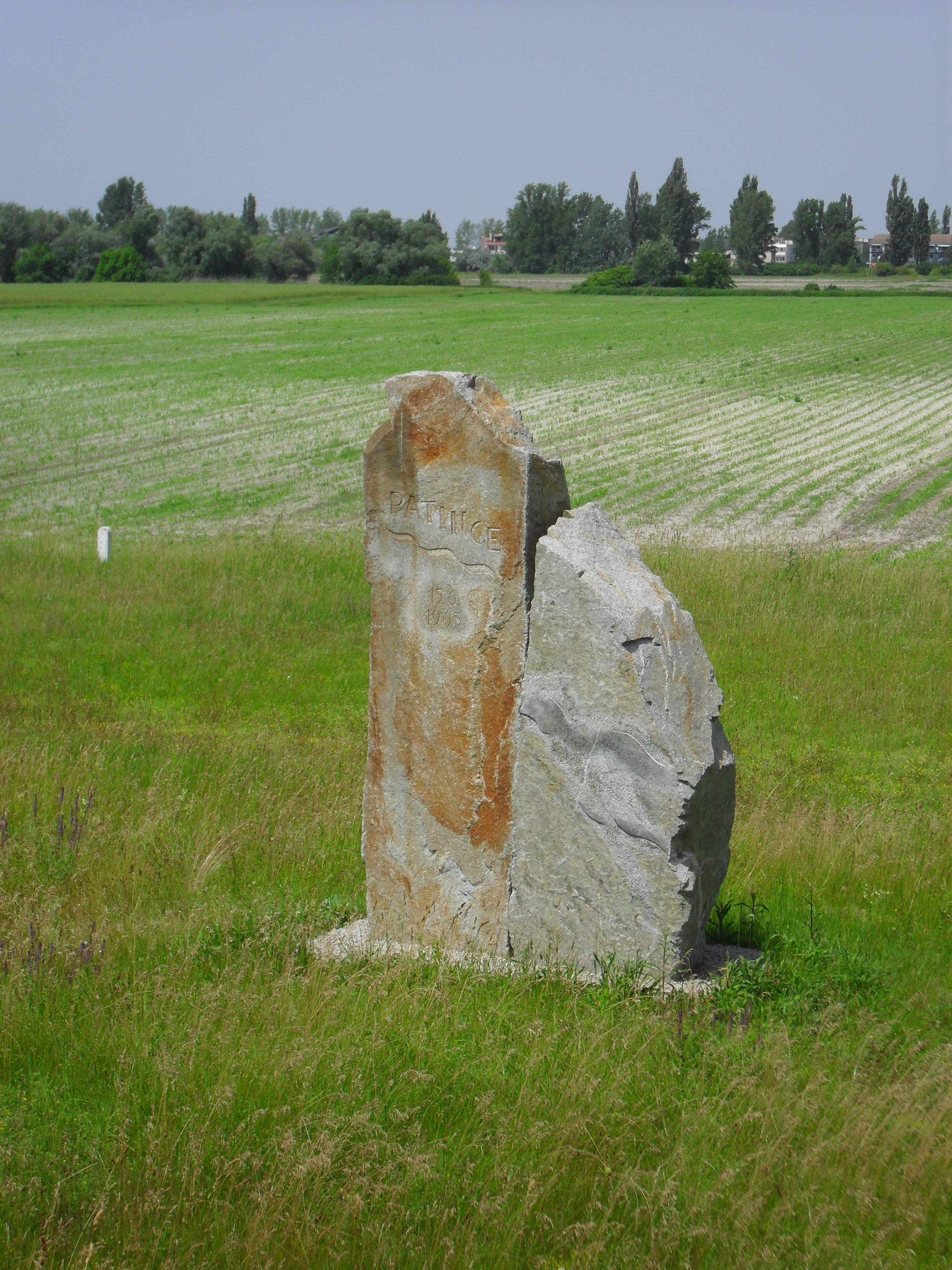
Az 1965-ös árvíz emlékműve (új)
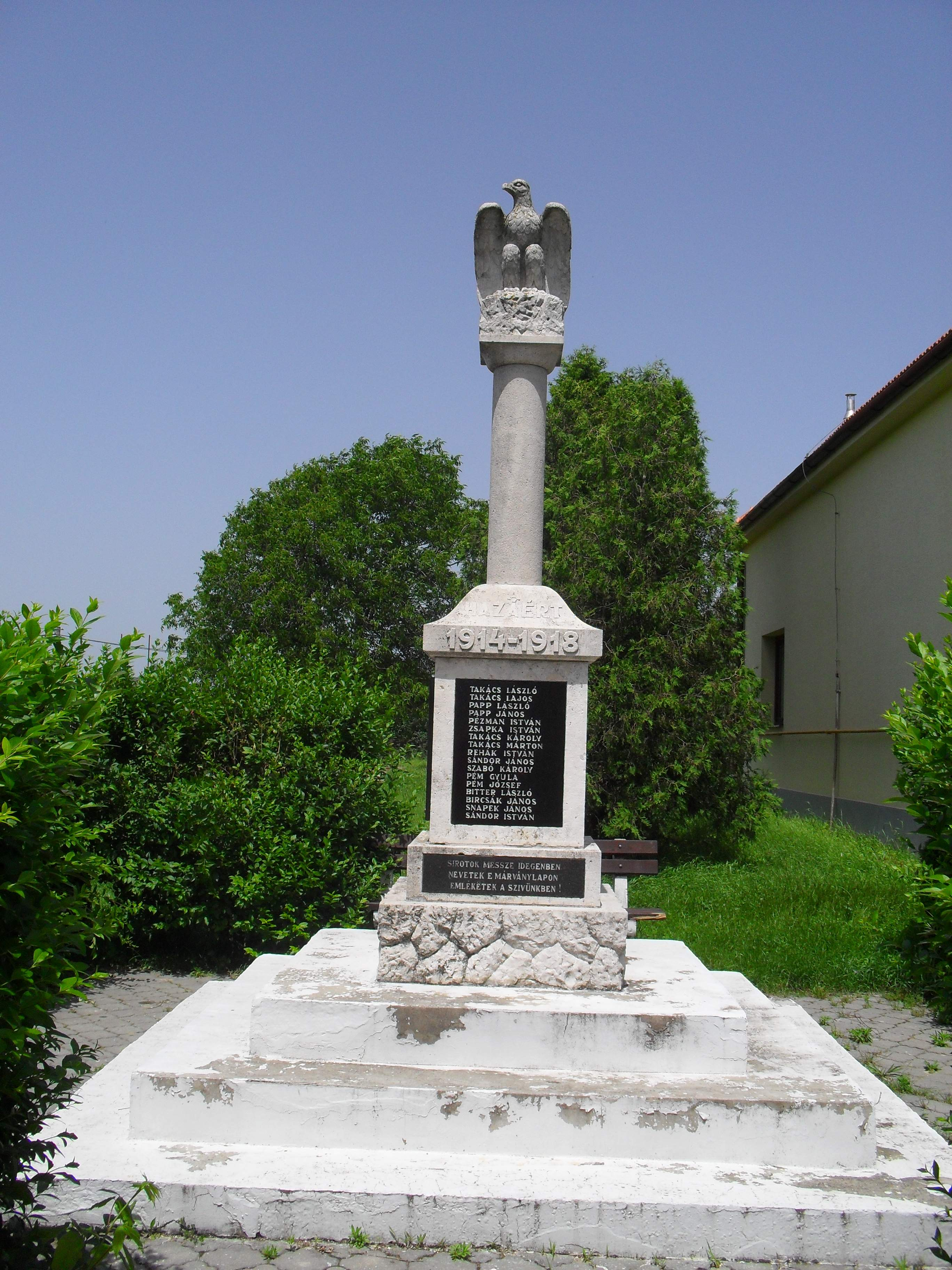
Világháborús emlékmű
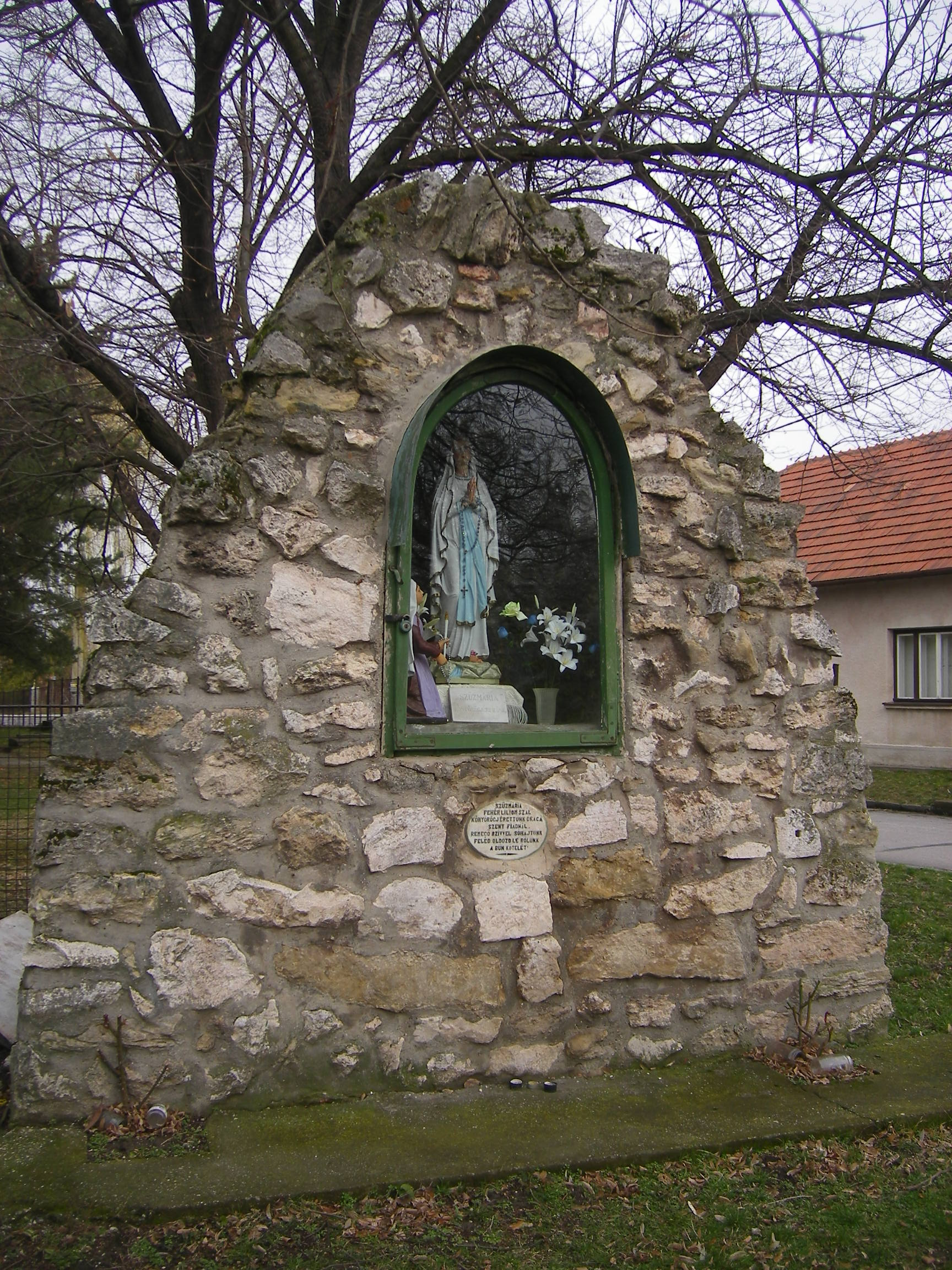
A lourdes-i barlang
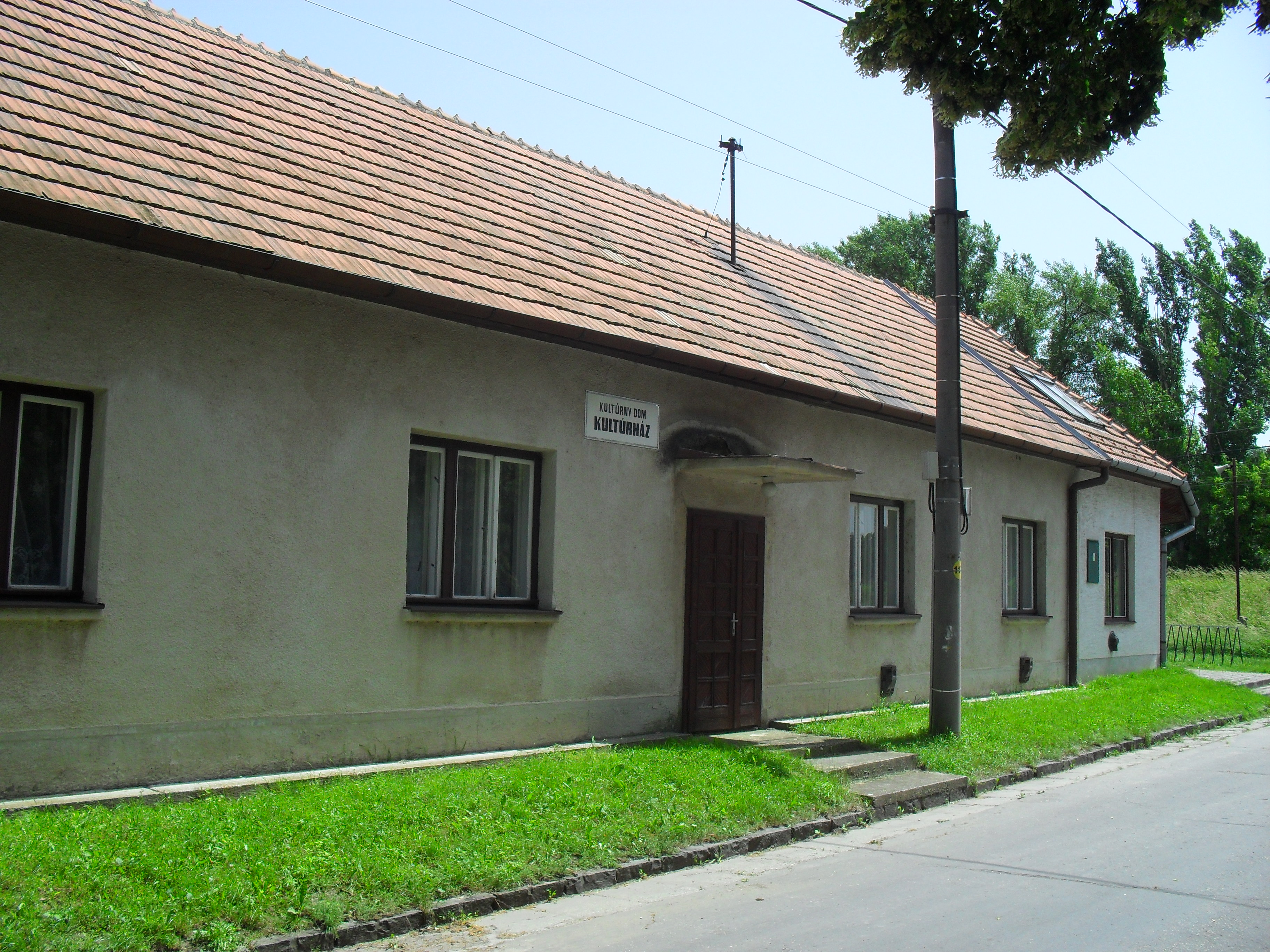
Kultúrház
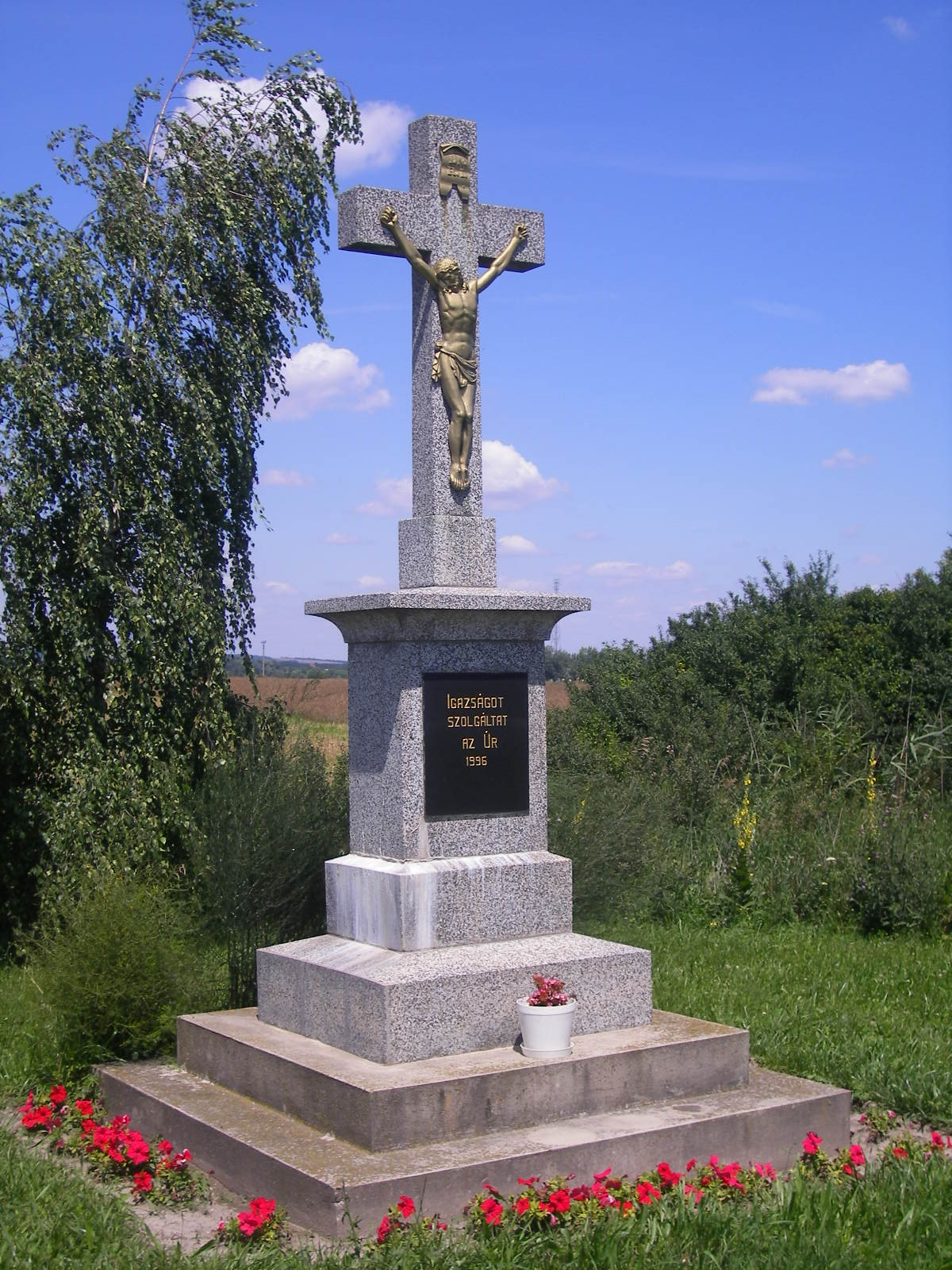
Út menti kereszt (1996)
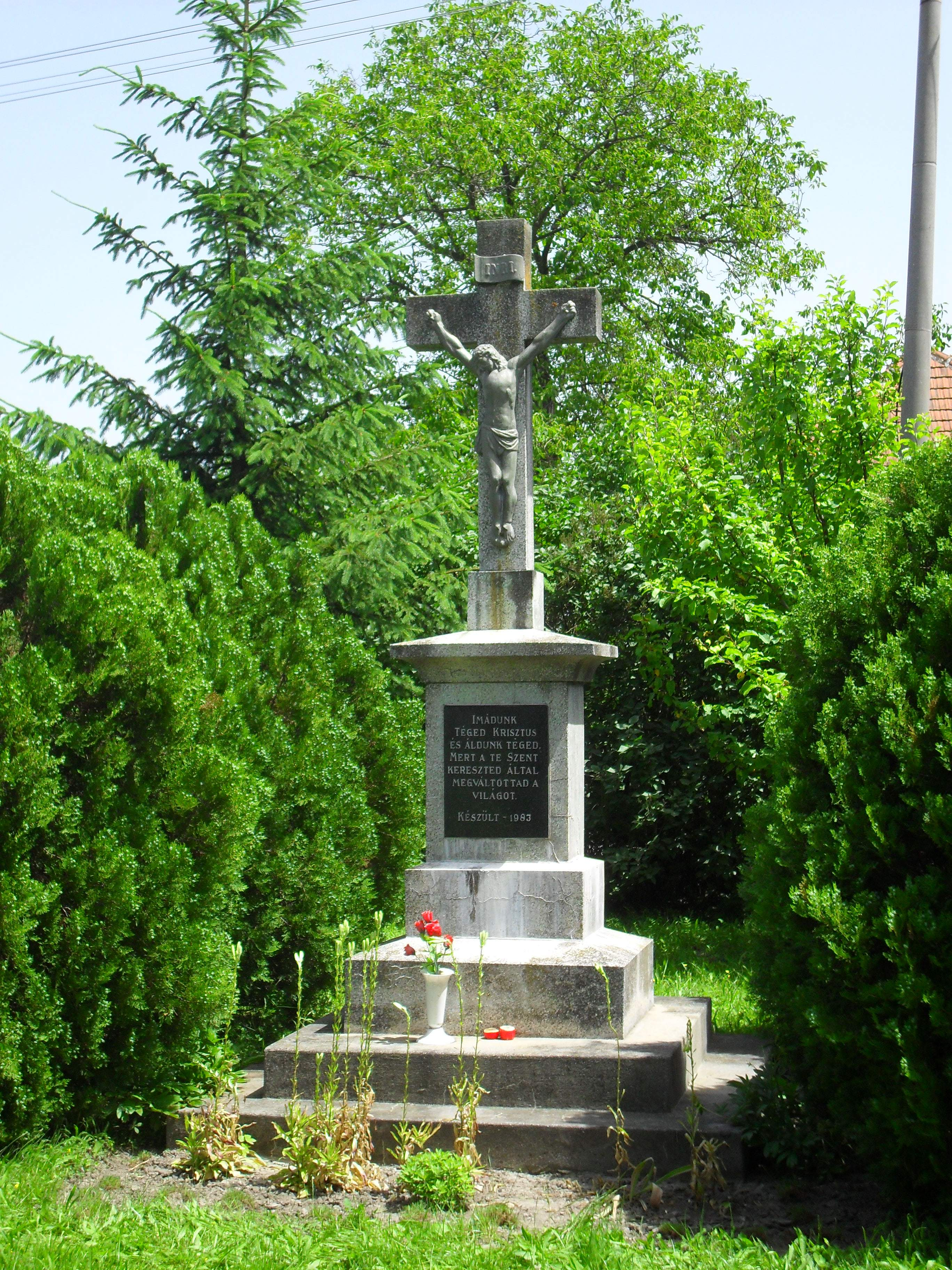
Temetői nagykereszt (1983)
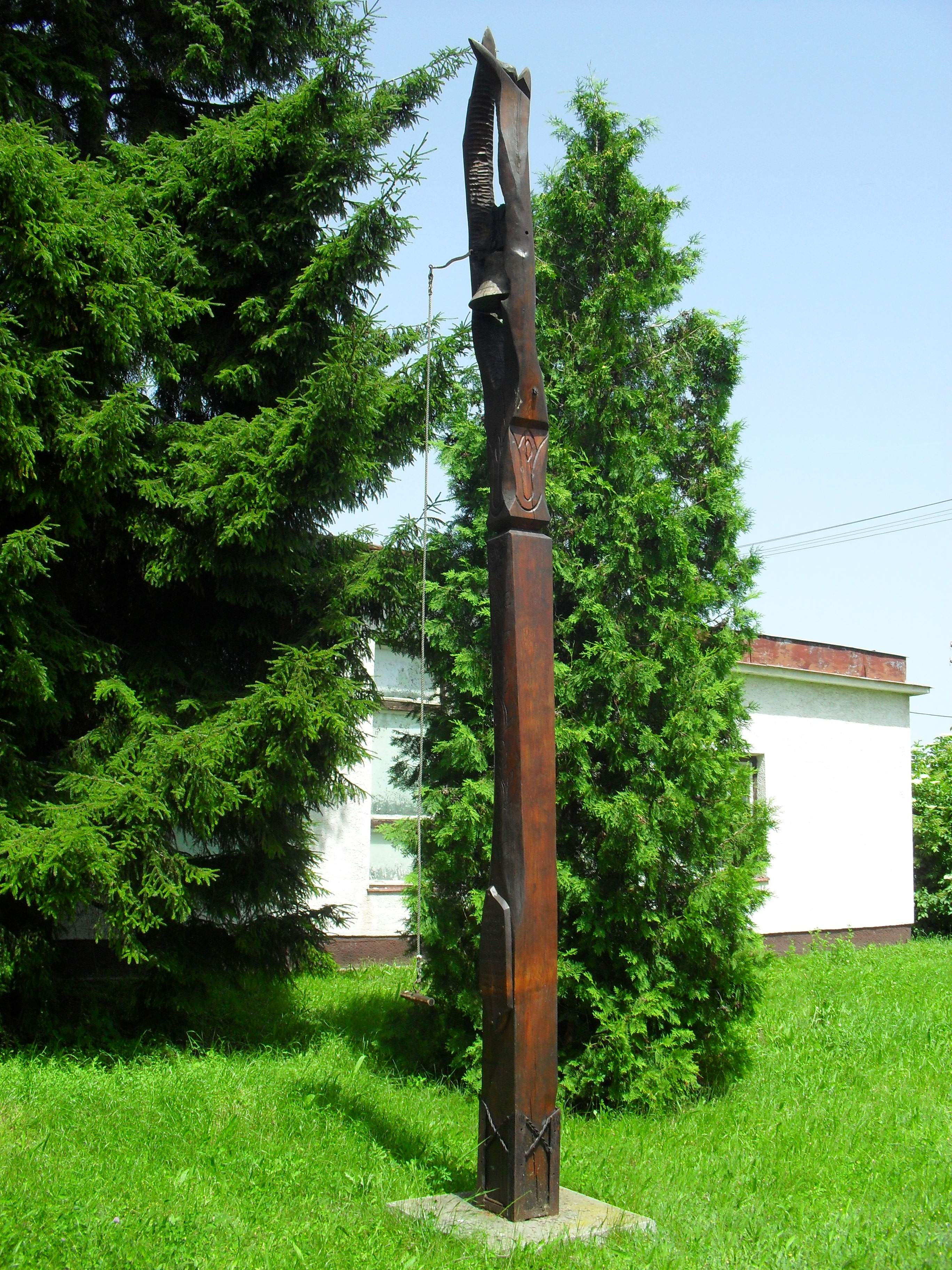
Harangláb a temetőben
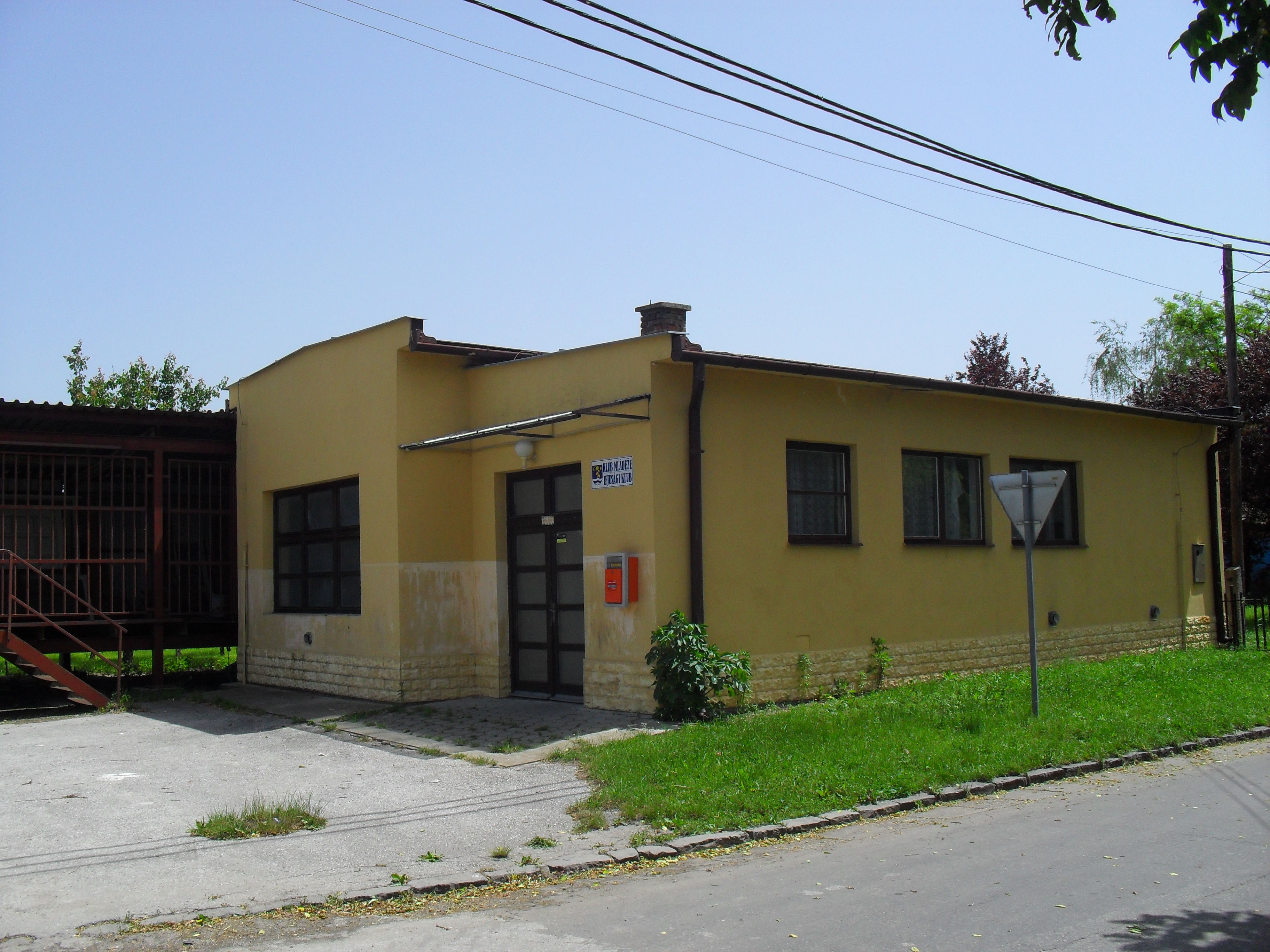
Ifjúsági klub
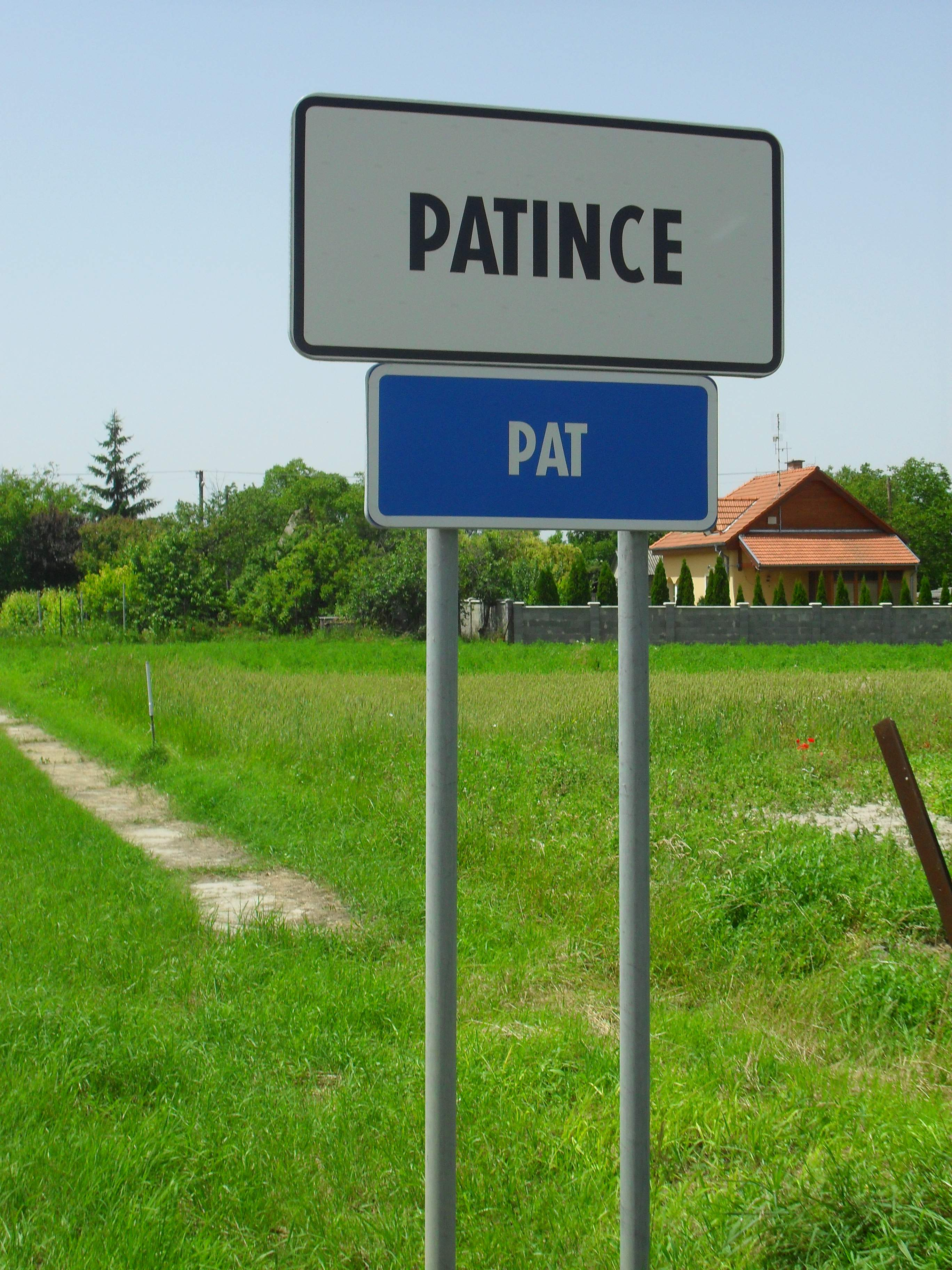
Kétnyelvű helységnévtábla
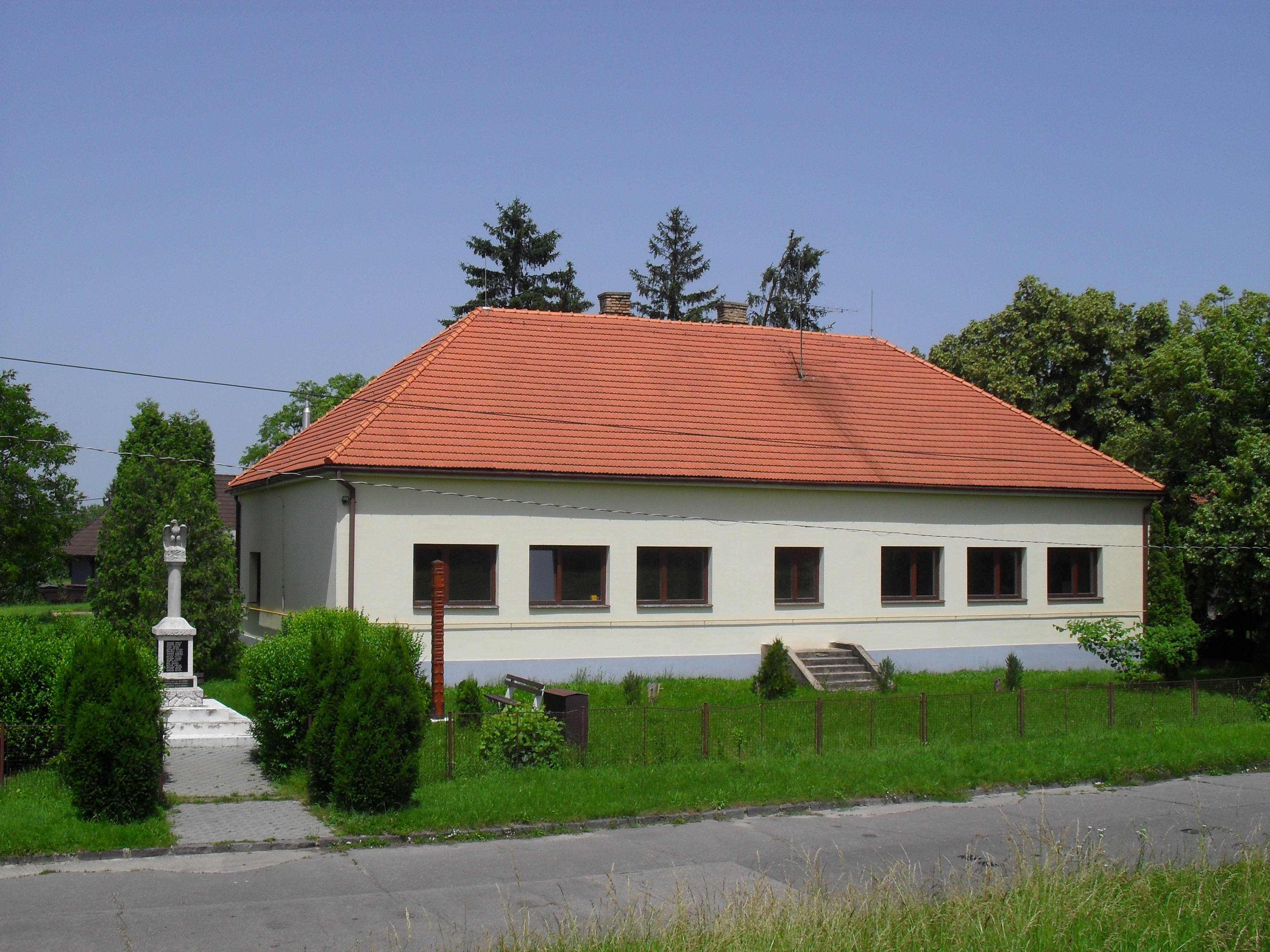
Óvoda
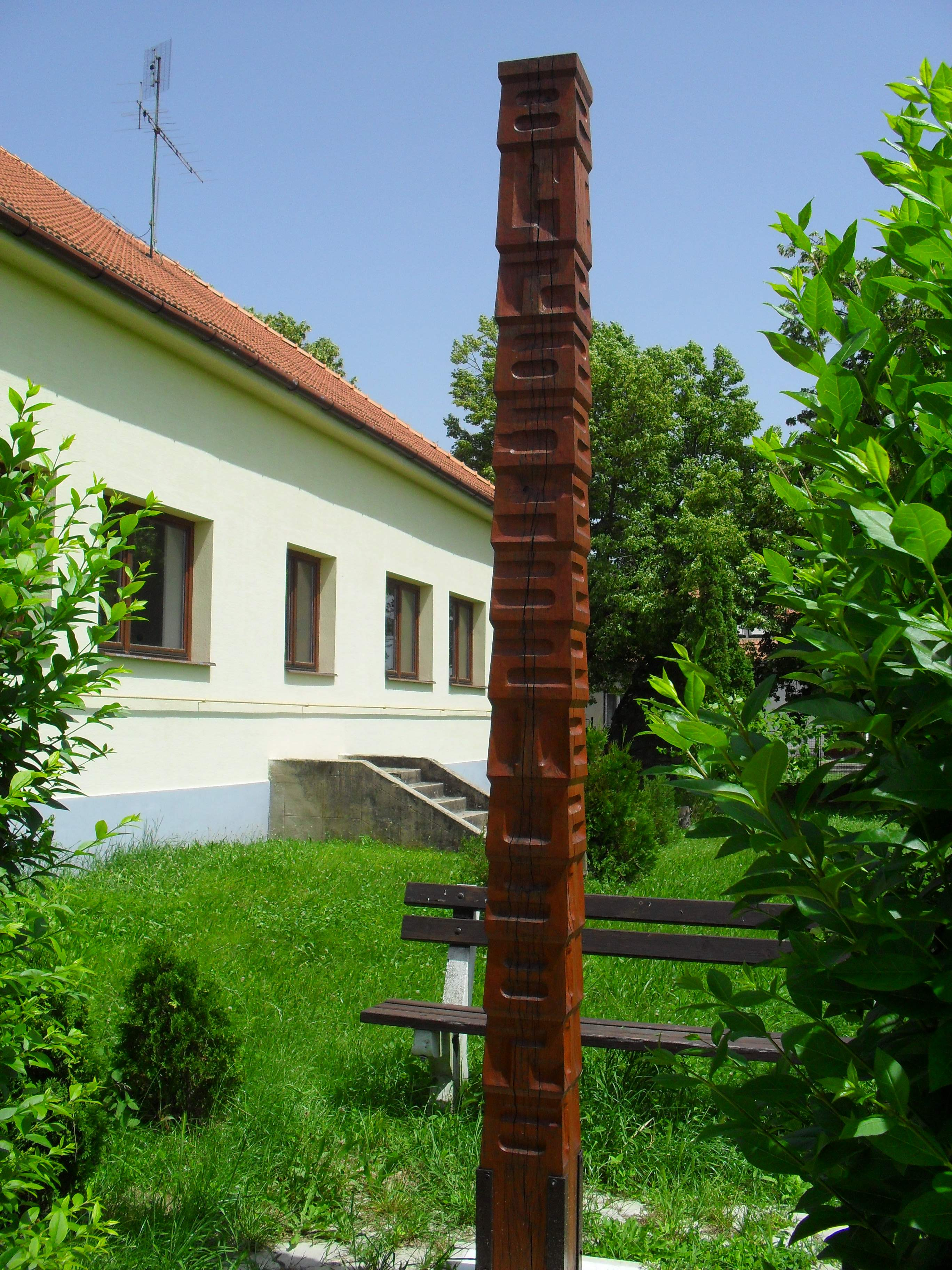
Kopjafa
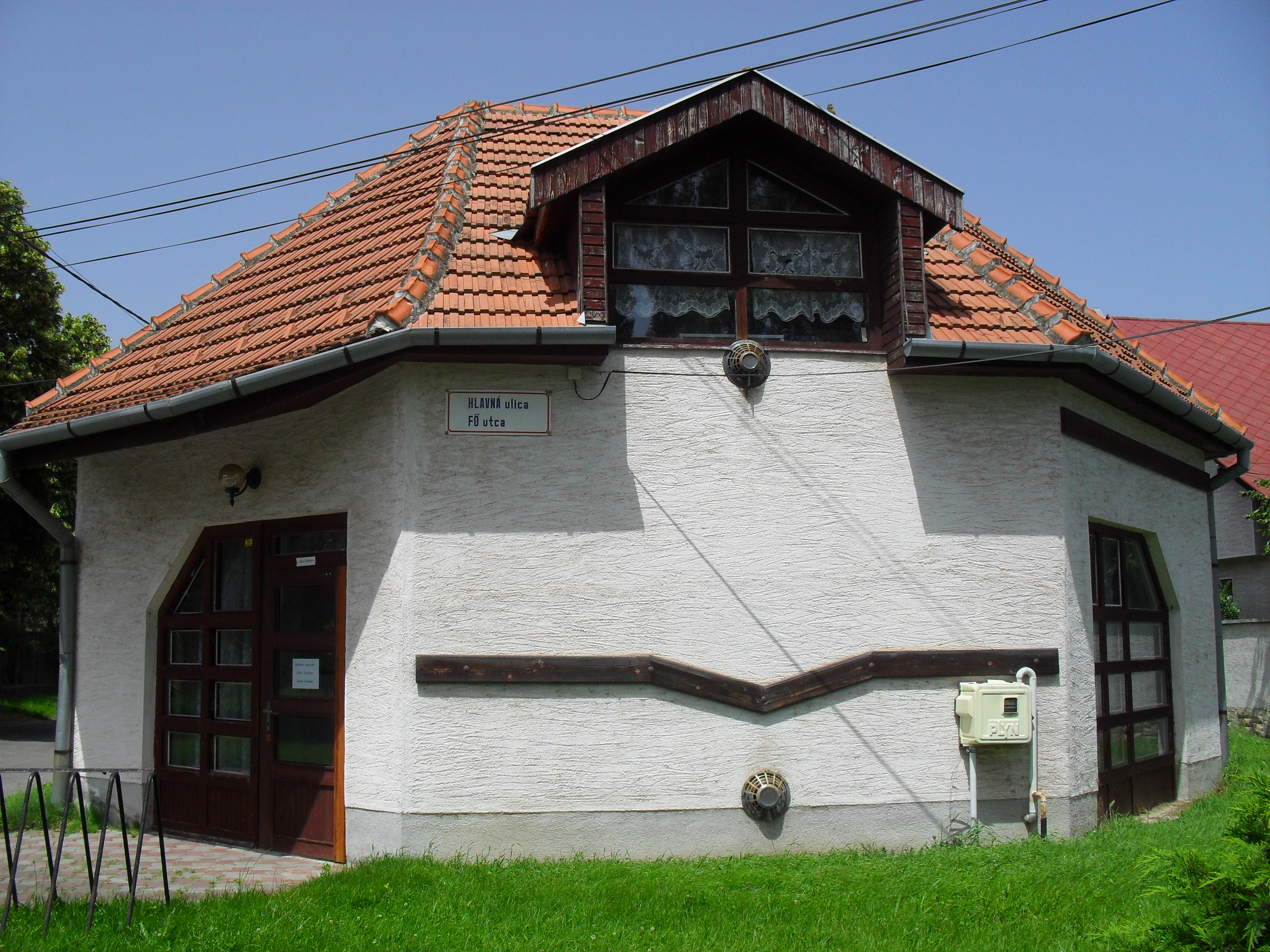
Könyvtár
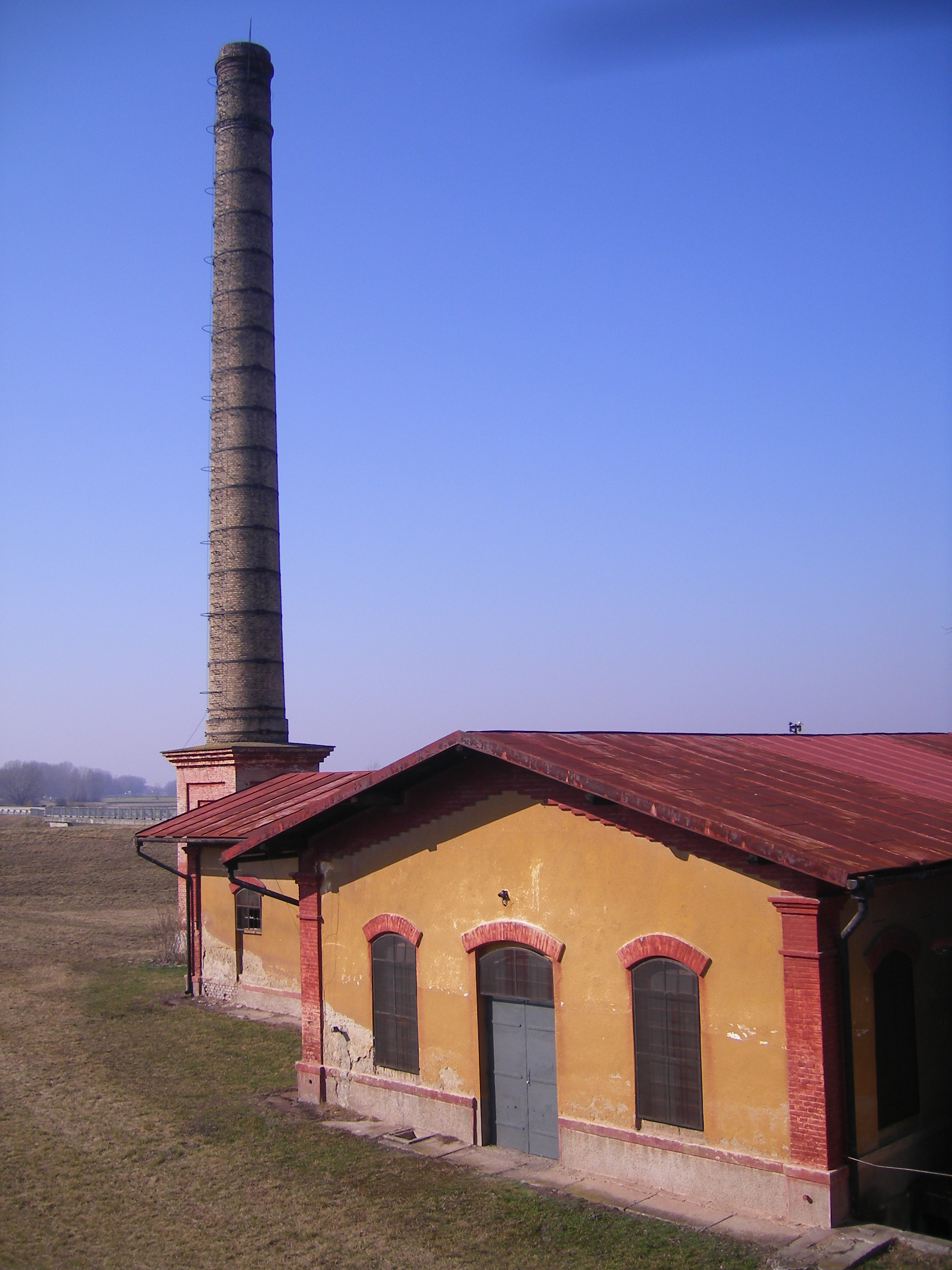
Régi szivattyúállomás a Zsitva torkolatánál
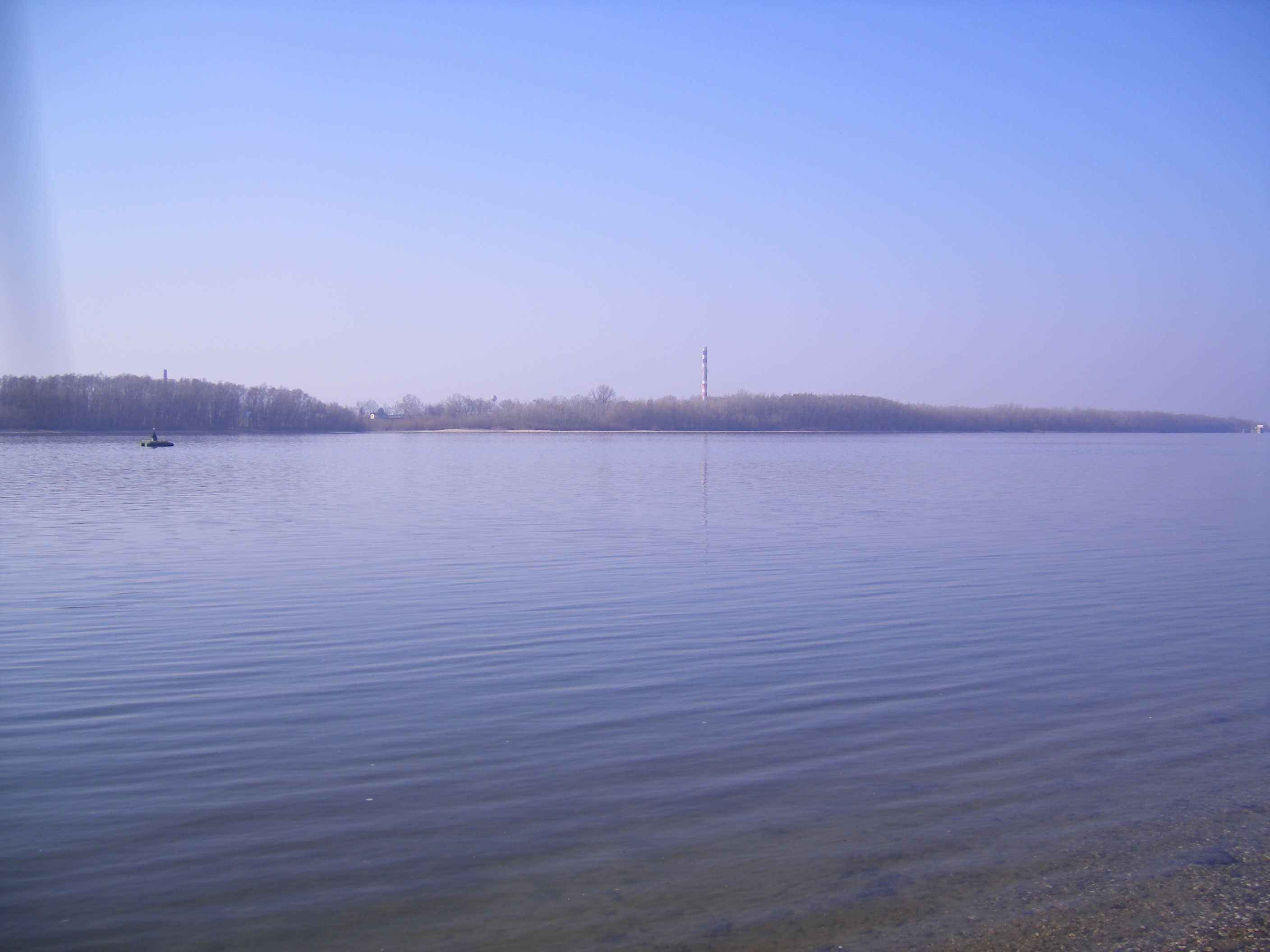
A túlparton Almásfüzitő
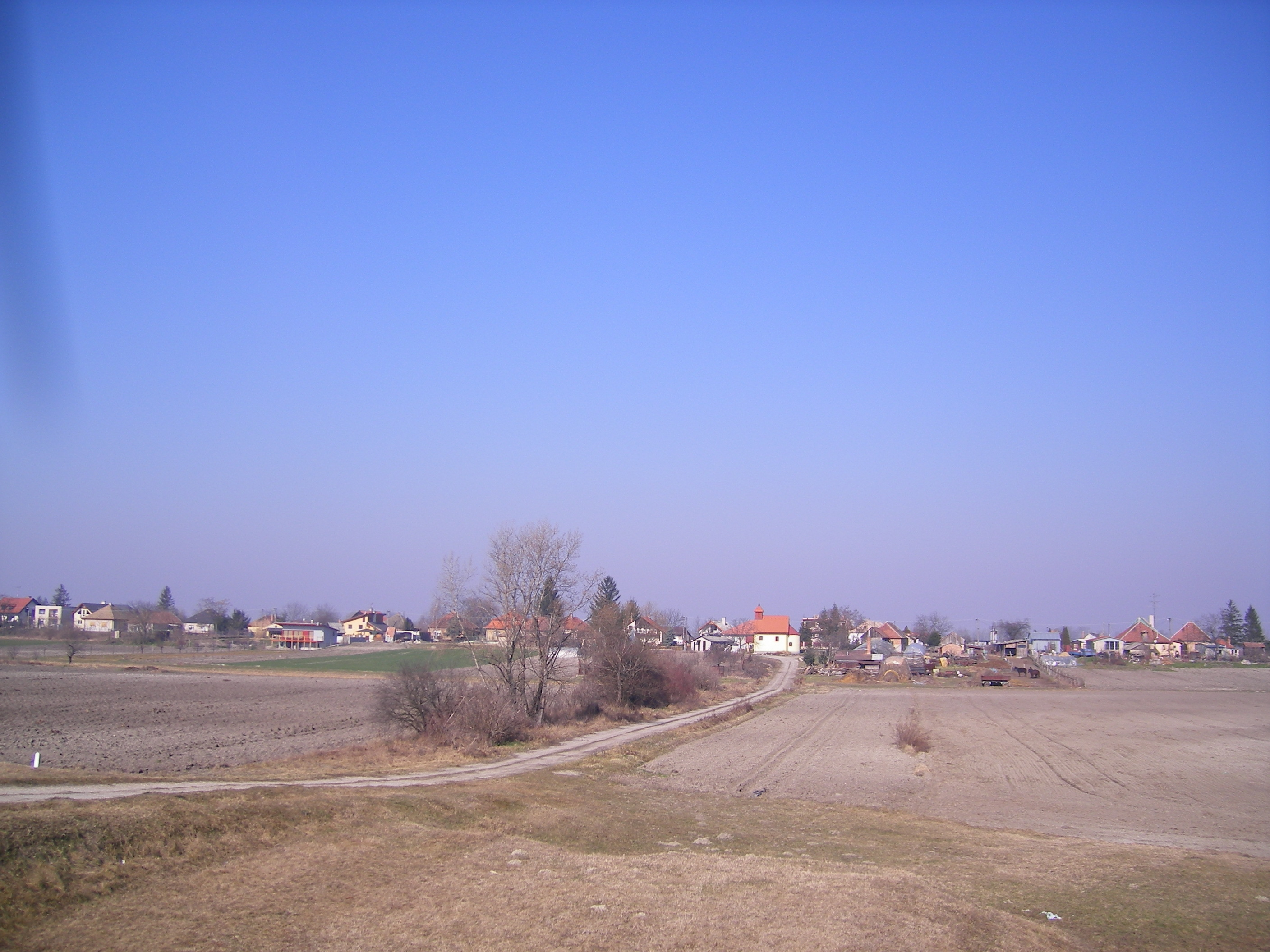
Pat látképe a Duna töltéséről
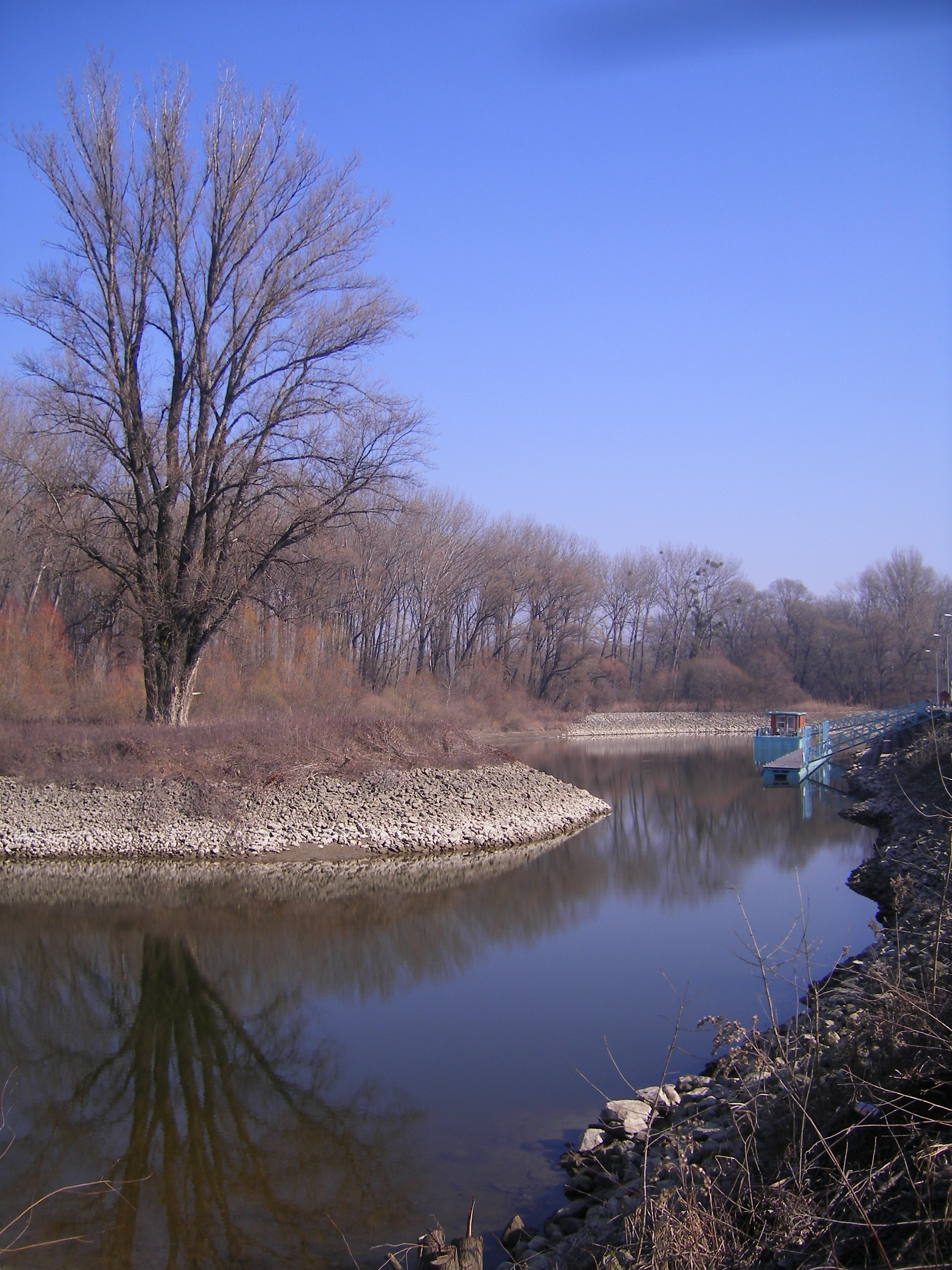
A Duna ártere
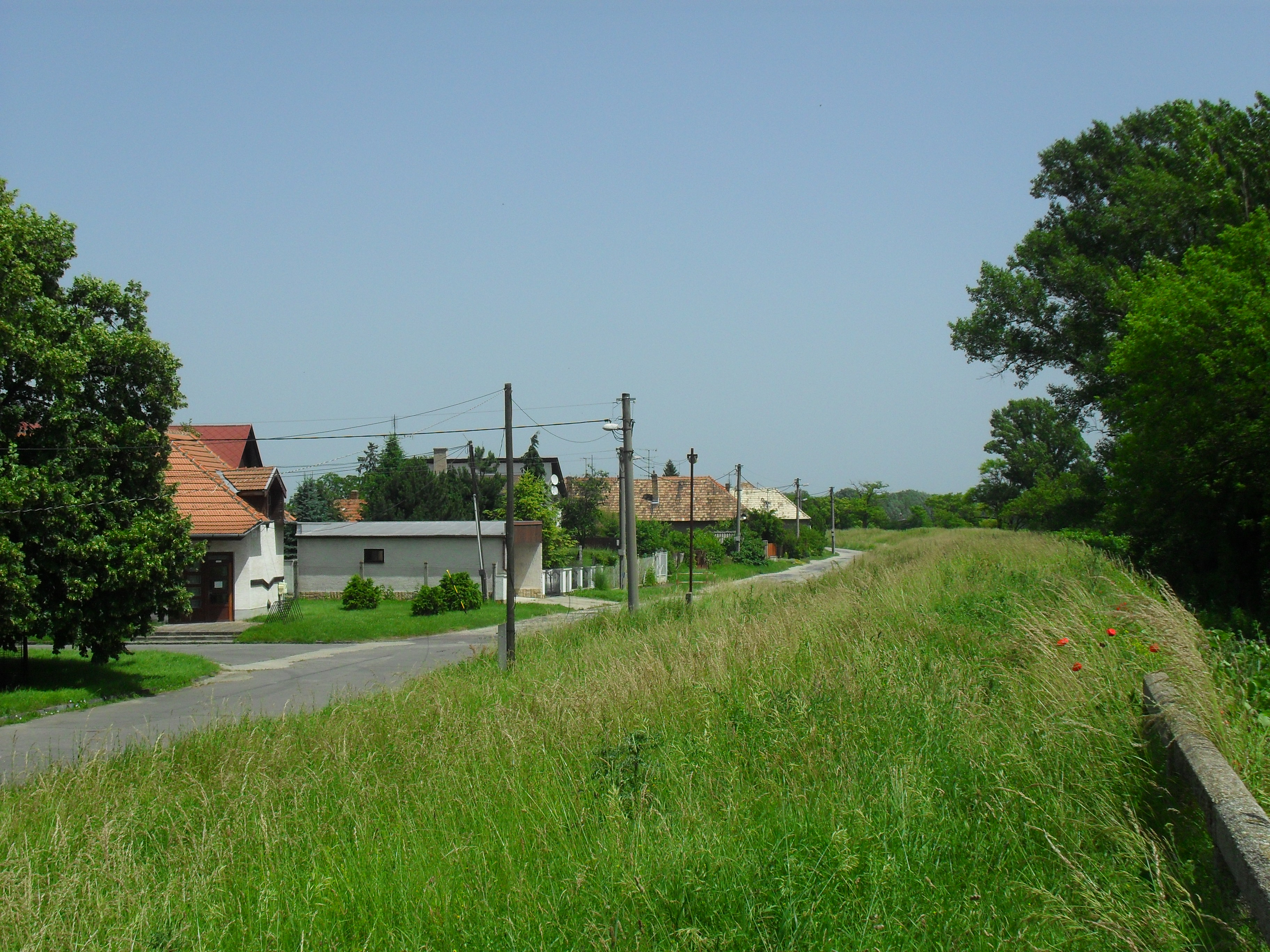
Duna-töltés

## Testvértelepülések
- Borsodszentgyörgy, Magyarország
- Dunaalmás, Magyarország